# ITF Women's Circuit ottobre-dicembre 2013
Questo è il calendario completo degli eventi ITF femminili svoltisi tra ottobre e dicembre 2013, con i risultati in progressione dai quarti di finale.

## Legenda
| Torneo da $100.000 |
| Torneo da $75.000  |
| Torneo da $50.000  |
| Torneo da $25.000  |
| Torneo da $15.000  |
| Torneo da $10.000  |

## Ottobre
| Settimana  | Torneo | Vincitrici                                                | Finaliste                                       | Semifinaliste                                | Eliminate ai quarti                                                            |
| ---------- | --- | --------------------------------------------------------- | ----------------------------------------------- | -------------------------------------------- | ------------------------------------------------------------------------------ |
| 7 ottobre  | Open GDF Suez de Touraine 2013 Joué-lès-Tours, Francia Cemento (indoor) $50,000 Singolare – Doppio                 | Mirjana Lučić-Baroni 6–4, 6–2                             | An-Sophie Mestach                               | Tara Moore Magda Linette                     | Michaëlla Krajicek Anna-Lena Friedsam Amandine Hesse Marta Domachowska         |
| 7 ottobre  | Open GDF Suez de Touraine 2013 Joué-lès-Tours, Francia Cemento (indoor) $50,000 Singolare – Doppio                 | Julie Coin Ana Vrljić 6–3, 4–6, [15–13]                   | Andrea Hlaváčková Michaëlla Krajicek            | Tara Moore Magda Linette                     | Michaëlla Krajicek Anna-Lena Friedsam Amandine Hesse Marta Domachowska         |
| 7 ottobre  | Margaret River Tennis International 2013 Margaret River, Australia Cemento $25,000 Singolare - Doppio              | Anett Kontaveit 6–2, 6–4                                  | Irina Falconi                                   | Olivia Rogowska Monique Adamczak             | Ysaline Bonaventure Arina Rodionova Irena Pavlović Erika Sema                  |
| 7 ottobre  | Margaret River Tennis International 2013 Margaret River, Australia Cemento $25,000 Singolare - Doppio              | Noppawan Lertcheewakarn Arina Rodionova 6–2, 3–6, [10–8]  | Monique Adamczak Tammi Patterson                | Olivia Rogowska Monique Adamczak             | Ysaline Bonaventure Arina Rodionova Irena Pavlović Erika Sema                  |
| 7 ottobre  | Abierto Tampico 2013 Tampico, Messico Cemento $25,000 Singolare - Doppio                                           | Indy de Vroome 6–4, 6–3                                   | Doroteja Erić                                   | María Fernanda Álvarez Terán María Irigoyen  | Denise Muresan Chieh-Yu Hsu Justyna Jegiołka Catalina Pella                    |
| 7 ottobre  | Abierto Tampico 2013 Tampico, Messico Cemento $25,000 Singolare - Doppio                                           | María Fernanda Álvarez Terán María Irigoyen 6–3, 6–4      | Constanza Gorches Victoria Rodríguez            | María Fernanda Álvarez Terán María Irigoyen  | Denise Muresan Chieh-Yu Hsu Justyna Jegiołka Catalina Pella                    |
| 7 ottobre  | ITF Women's Circuit Asuncion 2 2013 Asunción, Paraguay Terra rossa $25,000 Singolare - Doppio                      | Florencia Molinero 6–3, 7–6(5)                            | Verónica Cepede Royg                            | Vanesa Furlanetto Nathalia Rossi             | Camila Giangreco Campiz Eduarda Piai Constanza Vega Montserrat González        |
| 7 ottobre  | ITF Women's Circuit Asuncion 2 2013 Asunción, Paraguay Terra rossa $25,000 Singolare - Doppio                      | Florencia Molinero Laura Pigossi 5–7, 6–4, [10–8]         | Vanesa Furlanetto Carolina Zeballos             | Vanesa Furlanetto Nathalia Rossi             | Camila Giangreco Campiz Eduarda Piai Constanza Vega Montserrat González        |
| 7 ottobre  | Torneo Internacional de Tenis Sant Cugat 2013 Sant Cugat del Vallès, Spagna Terra rossa $25,000 Singolare - Doppio | Arantxa Rus 6–4, 2–6, 6–2                                 | Alberta Brianti                                 | Sofija Kovalec Lara Arruabarrena             | Teliana Pereira Kateřina Siniaková Pemra Özgen Réka-Luca Jani                  |
| 7 ottobre  | Torneo Internacional de Tenis Sant Cugat 2013 Sant Cugat del Vallès, Spagna Terra rossa $25,000 Singolare - Doppio | Tatiana Búa Andrea Gámiz 4–6, 6–2, [10–7]                 | Lara Arruabarrena Amanda Carreras               | Sofija Kovalec Lara Arruabarrena             | Teliana Pereira Kateřina Siniaková Pemra Özgen Réka-Luca Jani                  |
| 7 ottobre  | ButlerCars.com Tennis Classic 2013 Macon, Stati uniti Cemento $25,000 Singolare - Doppio                           | Anna Tatišvili 6–2, 1–6, 7–5                              | Ajla Tomljanović                                | Madison Brengle Ulrikke Eikeri               | Julia Boserup Jacqueline Cako Nicole Gibbs Allie Kiick                         |
| 7 ottobre  | ButlerCars.com Tennis Classic 2013 Macon, Stati uniti Cemento $25,000 Singolare - Doppio                           | Kristi Boxx Abigail Guthrie 3–6, 7–6(4), [10–4]           | Emily Harman Elizabeth Lumpkin                  | Madison Brengle Ulrikke Eikeri               | Julia Boserup Jacqueline Cako Nicole Gibbs Allie Kiick                         |
| 7 ottobre  | Ruse Open 2013 Ruse, Bulgaria Terra rossa $10,000 Singolare - Doppio                                               | Diana Šumová 6–1, 6–3                                     | Lina Ǵorčeska                                   | Isabella Šinikova Borislava Botušarova       | Eva Wacanno Michaela Boev Irina Maria Bara Alice Matteucci                     |
| 7 ottobre  | Ruse Open 2013 Ruse, Bulgaria Terra rossa $10,000 Singolare - Doppio                                               | Irina Maria Bara Eva Wacanno 6–1, 6–2                     | Lina Ǵorčeska Camelia Hristea                   | Isabella Šinikova Borislava Botušarova       | Eva Wacanno Michaela Boev Irina Maria Bara Alice Matteucci                     |
| 7 ottobre  | Jolie Ville Golf Women's 39 2013 Sharm el-Sheikh, Egitto Cemento $10,000 Singolare - Doppio                        | Jana Sizikova 6–2, 6–2                                    | Helen Ploskina                                  | Valeria Prosperi Anna Morgina                | Samantha Powers Karina Venditti Natasha Palha Chantelle Rigozzi                |
| 7 ottobre  | Jolie Ville Golf Women's 39 2013 Sharm el-Sheikh, Egitto Cemento $10,000 Singolare - Doppio                        | Anna Morgina Jana Sizikova 6–3, 6–2                       | Natasha Palha Karina Venditti                   | Valeria Prosperi Anna Morgina                | Samantha Powers Karina Venditti Natasha Palha Chantelle Rigozzi                |
| 7 ottobre  | Marathon Futures 6 2013 Marathon-Athens, Grecia Cemento $10,000 Singolare - Doppio                                 | Nuria Párrizas Díaz 7–6(4), 2–6, 6–2                      | Jainy Scheepens                                 | Lucy Brown Lisanne van Riet                  | Martha Matoula Lee Pei-chi Theresa Kleinsteuber Laura Schäder                  |
| 7 ottobre  | Marathon Futures 6 2013 Marathon-Athens, Grecia Cemento $10,000 Singolare - Doppio                                 | Lucy Brown Alina Wessel 6–0, 6–3                          | Polina Lejkina Dar'ja Šulzanok                  | Lucy Brown Lisanne van Riet                  | Martha Matoula Lee Pei-chi Theresa Kleinsteuber Laura Schäder                  |
| 7 ottobre  | GD Tennis Academy 15 2013 Adalia, Turchia Terra rossa $10,000 Singolare - Doppio                                   | Marie Benoît 6–1, 6–1                                     | Anastasia Vdovenco                              | Martina Kubičíková Natalija Kostić           | Ekaterine Gorgodze Olena Kyrpot Gabriela van de Graaf Iryna Šymanovič          |
| 7 ottobre  | GD Tennis Academy 15 2013 Adalia, Turchia Terra rossa $10,000 Singolare - Doppio                                   | Anna Klasen Charlotte Klasen 7–6(2), 6–2                  | Asiya Dair Lee Hua-chen                         | Martina Kubičíková Natalija Kostić           | Ekaterine Gorgodze Olena Kyrpot Gabriela van de Graaf Iryna Šymanovič          |
| 14 ottobre | Open GDF Suez Région Limousin 2013 Limoges, Francia Cemento (indoor) $50,000 Singolare – Doppio                    | Kristýna Plíšková 3–6, 6–3, 6–2                           | Tamira Paszek                                   | Sílvia Soler Espinosa Anna-Lena Friedsam     | Lucie Hradecká Nina Zander Claire Feuerstein Anhelina Kalinina                 |
| 14 ottobre | Open GDF Suez Région Limousin 2013 Limoges, Francia Cemento (indoor) $50,000 Singolare – Doppio                    | Viktorija Golubic Magda Linette 6–4, 6–4                  | Nicole Clerico Nikola Fraňková                  | Sílvia Soler Espinosa Anna-Lena Friedsam     | Lucie Hradecká Nina Zander Claire Feuerstein Anhelina Kalinina                 |
| 14 ottobre | Gosen Cup 2013 Makinohara, Giappone Erba $25,000 Singolare - Doppio                                                | Zarina Dijas 6–3, 6–4                                     | Belinda Bencic                                  | Nao Hibino Miharu Imanishi                   | Shūko Aoyama Nudnida Luangnam Miyabi Inoue Eri Hozumi                          |
| 14 ottobre | Gosen Cup 2013 Makinohara, Giappone Erba $25,000 Singolare - Doppio                                                | Eri Hozumi Makoto Ninomiya 6–1, 6–2                       | Nicha Lertpitaksinchai Peangtarn Plipuech       | Nao Hibino Miharu Imanishi                   | Shūko Aoyama Nudnida Luangnam Miyabi Inoue Eri Hozumi                          |
| 14 ottobre | Governor's Cup Lagos 2013 Lagos, Nigeria Cemento $25,000 Singolare - Doppio                                        | Tadeja Majerič 7–5, 7–5                                   | Dalila Jakupovič                                | Naomi Broady Cristina Dinu                   | Melanie Klaffner Prarthana Thombare Chanel Simmonds Gioia Barbieri             |
| 14 ottobre | Governor's Cup Lagos 2013 Lagos, Nigeria Cemento $25,000 Singolare - Doppio                                        | Naomi Broady Emily Webley-Smith 3–6, 6–4, [10–7]          | Fatma Al-Nabhani Cristina Dinu                  | Naomi Broady Cristina Dinu                   | Melanie Klaffner Prarthana Thombare Chanel Simmonds Gioia Barbieri             |
| 14 ottobre | Rock Hill Rocks Open 2013 Rock Hill, Stati uniti Cemento $25,000 Singolare - Doppio                                | Mariana Duque 6–3, 6–4                                    | Anna Tatišvili                                  | Melanie Oudin Asia Muhammad                  | Allie Kiick Françoise Abanda Madison Brengle Nicole Gibbs                      |
| 14 ottobre | Rock Hill Rocks Open 2013 Rock Hill, Stati uniti Cemento $25,000 Singolare - Doppio                                | Mariana Duque María Irigoyen 4–6, 7–6(5), [12–10]         | Allie Kiick Asia Muhammad                       | Melanie Oudin Asia Muhammad                  | Allie Kiick Françoise Abanda Madison Brengle Nicole Gibbs                      |
| 14 ottobre | Burgas Cup 2013 Burgas, Bulgaria Terra rossa $10,000 Singolare - Doppio                                            | Dia Evtimova 6–1, 6–2                                     | Viktorija Tomova                                | Borislava Botušarova Isabella Šinikova       | Hülya Esen Elena-Teodora Cadar Alice Matteucci Diana Šumová                    |
| 14 ottobre | Burgas Cup 2013 Burgas, Bulgaria Terra rossa $10,000 Singolare - Doppio                                            | Dia Evtimova Viktorija Tomova 6–4, 6–3                    | Federica Arcidiacono Džulija Terzijska          | Borislava Botušarova Isabella Šinikova       | Hülya Esen Elena-Teodora Cadar Alice Matteucci Diana Šumová                    |
| 14 ottobre | Profesional Femenino Pereira 2013 Pereira, Colombia Terra rossa $10,000 Singolare - Doppio                         | Anna Katalina Alzate Esmurzaeva 6–1, 6–2                  | Szabina Szlavikovics                            | Steffi Carruthers Jade Schoelink             | Doménica González Libby Muma Yuliana Monroy María Paulina Pérez García         |
| 14 ottobre | Profesional Femenino Pereira 2013 Pereira, Colombia Terra rossa $10,000 Singolare - Doppio                         | Doménica González Camila Silva 6–4, 6–2                   | Sofía Múnera Sánchez Szabina Szlavikovics       | Steffi Carruthers Jade Schoelink             | Doménica González Libby Muma Yuliana Monroy María Paulina Pérez García         |
| 14 ottobre | Dubrovnik Open 2013 Ragusa, Croazia Terra rossa $10,000 Singolare - Doppio                                         | Al'ona Sotnikova 7–6(6), 4–6, 7–6(5)                      | Ol'ga Dorošina                                  | Barbora Krejčíková Sherazad Benamar          | Iva Mekovec Jana Fett Polona Reberšak Gabriela Pantůčková                      |
| 14 ottobre | Dubrovnik Open 2013 Ragusa, Croazia Terra rossa $10,000 Singolare - Doppio                                         | Lenka Juríková Barbora Krejčíková 7–5, 3–6, [10–4]        | Gabriela Pantůčková Polona Reberšak             | Barbora Krejčíková Sherazad Benamar          | Iva Mekovec Jana Fett Polona Reberšak Gabriela Pantůčková                      |
| 14 ottobre | Jolie Ville Golf Women's 40 2013 Sharm el-Sheikh, Egitto Cemento $10,000 Singolare - Doppio                        | Elise Mertens 2–6, 6–2, 6–4                               | Klaartje Liebens                                | Sandra Zaniewska Natasha Palha               | Barbora Štefková Pauline Payet Valeria Prosperi Katy Dunne                     |
| 14 ottobre | Jolie Ville Golf Women's 40 2013 Sharm el-Sheikh, Egitto Cemento $10,000 Singolare - Doppio                        | Ola Abou Zekry Karina Venditti 6–4, 6–4                   | Pauline Payet Ljudmila Vasil'eva                | Sandra Zaniewska Natasha Palha               | Barbora Štefková Pauline Payet Valeria Prosperi Katy Dunne                     |
| 14 ottobre | Heraklion Hellenic Zeus Circuit 6 2013 Heraklion, Grecia Sintetico $10,000 Singolare - Doppio                      | Laëtitia Sarrazin 6–4, 6–0                                | Laura Schäder                                   | Lisa Sabino Marija Marfutina                 | Lena-Marie Hofmann Nozomi Fujioka Valentini Grammatikopoulou Dominika Paterová |
| 14 ottobre | Heraklion Hellenic Zeus Circuit 6 2013 Heraklion, Grecia Sintetico $10,000 Singolare - Doppio                      | Rosalie van der Hoek Alexandra Nancarrow 6–3, 4–6, [10–7] | Nozomi Fujioka Tanaporn Thongsing               | Lisa Sabino Marija Marfutina                 | Lena-Marie Hofmann Nozomi Fujioka Valentini Grammatikopoulou Dominika Paterová |
| 14 ottobre | Circuito Riviera Maya 4 2013 Quintana Roo, Messico Cemento $10,000 Singolare - Doppio                              | Denise Muresan 6–4, 6–1                                   | Renata Zarazúa                                  | Ashley Weinhold Victoria Rodríguez           | Angelina Žuravlëva Alejandra Cisneros Brandy Mina Daniela Schippers            |
| 14 ottobre | Circuito Riviera Maya 4 2013 Quintana Roo, Messico Cemento $10,000 Singolare - Doppio                              | Denise Muresan Ashley Weinhold 6–1, 7–5                   | Christiane Brigante Nikki Kallenberg            | Ashley Weinhold Victoria Rodríguez           | Angelina Žuravlëva Alejandra Cisneros Brandy Mina Daniela Schippers            |
| 14 ottobre | GD Tennis Academy 16 2013 Adalia, Turchia Terra rossa $10,000 Singolare - Doppio                                   | Ana Bogdan 6–4, 6–3                                       | Martina Kubičíková                              | Jesika Malečková Petra Uberalová             | Ekaterine Gorgodze Natalija Kostić Anastasija Rudakova Anastasia Vdovenco      |
| 14 ottobre | GD Tennis Academy 16 2013 Adalia, Turchia Terra rossa $10,000 Singolare - Doppio                                   | Pia König Barbara Sobaszkiewicz 6–1, 6–4                  | Svjatlana Piraženka Julia Wachaczyk             | Jesika Malečková Petra Uberalová             | Ekaterine Gorgodze Natalija Kostić Anastasija Rudakova Anastasia Vdovenco      |
| 21 ottobre | Internationaux Féminins de la Vienne 2013 Poitiers, Francia Cemento (indoor) $100,000 Singolare – Doppio           | Aljaksandra Sasnovič 6–1, 5–7, 6–4                        | Sofia Arvidsson                                 | Alexandra Cadanțu Heather Watson             | Pauline Parmentier Michaëlla Krajicek Alison Riske Annika Beck                 |
| 21 ottobre | Internationaux Féminins de la Vienne 2013 Poitiers, Francia Cemento (indoor) $100,000 Singolare – Doppio           | Lucie Hradecká Michaëlla Krajicek 7–6(5), 6–2             | Christina McHale Monica Niculescu               | Alexandra Cadanțu Heather Watson             | Pauline Parmentier Michaëlla Krajicek Alison Riske Annika Beck                 |
| 21 ottobre | Bendigo Women's International 2013 Bendigo, Australia Cemento $50,000 Singolare – Doppio                           | Casey Dellacqua 6–4, 6–4                                  | Noppawan Lertcheewakarn                         | Irina Falconi Arina Rodionova                | Sachie Ishizu Irena Pavlović Erika Sema Viktorija Rajicic                      |
| 21 ottobre | Bendigo Women's International 2013 Bendigo, Australia Cemento $50,000 Singolare – Doppio                           | Erika Sema Yurika Sema 3–6, 6–2, [11–9]                   | Monique Adamczak Olivia Rogowska                | Irina Falconi Arina Rodionova                | Sachie Ishizu Irena Pavlović Erika Sema Viktorija Rajicic                      |
| 21 ottobre | National Bank Challenger Saguenay 2013 Saguenay, Canada Cemento (indoor) $50,000 Singolare – Doppio                | Ons Jabeur 6(0)–7, 6–3, 6–3                               | Coco Vandeweghe                                 | Tímea Babos Melanie Oudin                    | Jessica Pegula Marta Domachowska Françoise Abanda Alizé Lim                    |
| 21 ottobre | National Bank Challenger Saguenay 2013 Saguenay, Canada Cemento (indoor) $50,000 Singolare – Doppio                | Marta Domachowska Andrea Hlaváčková 7–5, 6–3              | Françoise Abanda Victoria Duval                 | Tímea Babos Melanie Oudin                    | Jessica Pegula Marta Domachowska Françoise Abanda Alizé Lim                    |
| 21 ottobre | Marjorie Sherman Women's Circuit 2 2013 Herzliya, Israele Cemento $25,000 Singolare - Doppio                       | Julija Bejhel'zymer 6–3, 4–6, 5–2, rit.                   | Kristína Kučová                                 | Çağla Büyükakçay Başak Eraydın               | Julia Glushko Anastasіja Vasyl'jeva Michaela Hončová Aleksandra Panova         |
| 21 ottobre | Marjorie Sherman Women's Circuit 2 2013 Herzliya, Israele Cemento $25,000 Singolare - Doppio                       | Julija Bejhel'zymer Anastasіja Vasyl'jeva 6–3, 6–3        | Başak Eraydın Melis Sezer                       | Çağla Büyükakçay Başak Eraydın               | Julia Glushko Anastasіja Vasyl'jeva Michaela Hončová Aleksandra Panova         |
| 21 ottobre | Hamanako Tokyu Cup 2013 Hamamatsu, Giappone Erba $25,000 Singolare - Doppio                                        | Shūko Aoyama 7–6(4), 6–1                                  | Eri Hozumi                                      | Zarina Dijas Belinda Bencic                  | Miyabi Inoue Sofia Shapatava Akiko Yonemura Rika Fujiwara                      |
| 21 ottobre | Hamanako Tokyu Cup 2013 Hamamatsu, Giappone Erba $25,000 Singolare - Doppio                                        | Shūko Aoyama Junri Namigata 6–4, 6–3                      | Belinda Bencic Sofia Shapatava                  | Zarina Dijas Belinda Bencic                  | Miyabi Inoue Sofia Shapatava Akiko Yonemura Rika Fujiwara                      |
| 21 ottobre | Morocco Tennis Tour - Casablanca 2013 Casablanca, Morocco Terra rossa $25,000 Singolare - Doppio                   | Viktorija Kan 6–4, 6–4                                    | Ol'ga Savčuk                                    | Dia Evtimova Laura Siegemund                 | Jovana Jakšić Karin Morgošová Paula Kania Anastasia Grymalska                  |
| 21 ottobre | Morocco Tennis Tour - Casablanca 2013 Casablanca, Morocco Terra rossa $25,000 Singolare - Doppio                   | Paula Kania Valerija Solov'ëva 7–6(3), 6–4                | Cecilia Costa Melgar Anastasia Grymalska        | Dia Evtimova Laura Siegemund                 | Jovana Jakšić Karin Morgošová Paula Kania Anastasia Grymalska                  |
| 21 ottobre | Governor's Cup Lagos 2 2013 Lagos, Nigeria Cemento $25,000 Singolare - Doppio                                      | Gioia Barbieri 3–6, 6–3, 3–0, rit.                        | Nina Bratčikova                                 | Tadeja Majerič Naomi Broady                  | Melanie Klaffner Dalila Jakupovič Cristina Dinu Prarthana Thombare             |
| 21 ottobre | Governor's Cup Lagos 2 2013 Lagos, Nigeria Cemento $25,000 Singolare - Doppio                                      | Fatma Al-Nabhani Gioia Barbieri 1–6, 6–4, [10–8]          | Conny Perrin Chanel Simmonds                    | Tadeja Majerič Naomi Broady                  | Melanie Klaffner Dalila Jakupovič Cristina Dinu Prarthana Thombare             |
| 21 ottobre | Florence Open 2013 Florence, Stati uniti Cemento $25,000 Singolare - Doppio                                        | Anna Tatišvili 6–2, 4–6, 6–4                              | Madison Brengle                                 | Asia Muhammad Adriana Pérez                  | Kateryna Yergina Catalina Castaño Christina Makarova Michelle Larcher de Brito |
| 21 ottobre | Florence Open 2013 Florence, Stati uniti Cemento $25,000 Singolare - Doppio                                        | Anamika Bhargava Madison Brengle 7–5, 7–5                 | Kristi Boxx Abigail Guthrie                     | Asia Muhammad Adriana Pérez                  | Kateryna Yergina Catalina Castaño Christina Makarova Michelle Larcher de Brito |
| 21 ottobre | Torneo Ciudad de Marcos Juarez 2013 Marcos Juárez, Argentina Terra rossa $10,000 Singolare - Doppio                | Carolina Zeballos 4–6, 7–6(3), 7–5                        | Julieta Lara Estable                            | Constanza Vega Fernanda Brito                | Nadia Podoroska Ivania Martinich Carolina de los Santos Sofía Luini            |
| 21 ottobre | Torneo Ciudad de Marcos Juarez 2013 Marcos Juárez, Argentina Terra rossa $10,000 Singolare - Doppio                | Carla Bruzzesi Avella Carolina Zeballos 6–2, 6–2          | Sofía Luini Guadalupe Pérez Rojas               | Constanza Vega Fernanda Brito                | Nadia Podoroska Ivania Martinich Carolina de los Santos Sofía Luini            |
| 21 ottobre | ITF Women's Circuit Bogotá 2013 Bogotà, Colombia Cemento $10,000 Singolare - Doppio                                | Andrea Koch Benvenuto 6–3, 6–3                            | Anna Katalina Alzate Esmurzaeva                 | Montserrat González Szabina Szlavikovics     | Paula Andrea Pérez García Naomi Totka Jade Schoelink Camila Silva              |
| 21 ottobre | ITF Women's Circuit Bogotá 2013 Bogotà, Colombia Cemento $10,000 Singolare - Doppio                                | Doménica González Camila Silva 6–2, 6–4                   | Anna Katalina Alzate Esmurazaeva Jade Schoelink | Montserrat González Szabina Szlavikovics     | Paula Andrea Pérez García Naomi Totka Jade Schoelink Camila Silva              |
| 21 ottobre | Babin Kuk Open 2013 Ragusa, Croazia Terra rossa $10,000 Singolare - Doppio                                         | Barbora Krejčíková 6–1, 3–6, 6–0                          | Polona Reberšak                                 | Ágnes Bukta Iva Mekovec                      | Csilla Argyelán Gabriela Pantůčková Lenka Juríková Vivien Juhászová            |
| 21 ottobre | Babin Kuk Open 2013 Ragusa, Croazia Terra rossa $10,000 Singolare - Doppio                                         | Ágnes Bukta Vivien Juhászová 6–3, 6–3                     | Lenka Juríková Barbora Krejčíková               | Ágnes Bukta Iva Mekovec                      | Csilla Argyelán Gabriela Pantůčková Lenka Juríková Vivien Juhászová            |
| 21 ottobre | Jolie Ville Golf Women's 41 2013 Sharm el-Sheikh, Egitto Cemento $10,000 Singolare - Doppio                        | Elise Mertens 6(0)–7, 6–1, 6–3                            | Klaartje Liebens                                | Sandra Zaniewska Pauline Payet               | Valeria Prosperi Valeriya Strakhova Shweta Rana Natalija Kostić                |
| 21 ottobre | Jolie Ville Golf Women's 41 2013 Sharm el-Sheikh, Egitto Cemento $10,000 Singolare - Doppio                        | Elise Mertens Sandra Zaniewska 6–4, 6(5)–7, [12–10]       | Valeriya Strakhova Karina Venditti              | Sandra Zaniewska Pauline Payet               | Valeria Prosperi Valeriya Strakhova Shweta Rana Natalija Kostić                |
| 21 ottobre | Heraklion Hellenic Zeus Circuit 7 2013 Heraklion, Grecia Sintetico $10,000 Singolare - Doppio                      | Lena-Marie Hofmann 6–4, 4–6, 6–0                          | Lisa Sabino                                     | Laëtitia Sarrazin Alexandra Nancarrow        | Kelly Versteeg Dominika Paterová Luisa Marie Huber Nicoleta-Cătălina Dascălu   |
| 21 ottobre | Heraklion Hellenic Zeus Circuit 7 2013 Heraklion, Grecia Sintetico $10,000 Singolare - Doppio                      | Rosalie van der Hoek Mandy Wagemaker 3–6, 6–0, [10–6]     | Dominika Paterová Nikola Schweinerová           | Laëtitia Sarrazin Alexandra Nancarrow        | Kelly Versteeg Dominika Paterová Luisa Marie Huber Nicoleta-Cătălina Dascălu   |
| 21 ottobre | Circuito Riviera Maya 5 2013 Quintana Roo, Messico Cemento $10,000 Singolare - Doppio                              | Ashley Weinhold 6–3, 4–6, 7–5                             | Renata Zarazúa                                  | Denise Muresan Victoria Rodríguez            | Emma Flood Constanza Gorches Alejandra Cisneros Stefanie Stemmer               |
| 21 ottobre | Circuito Riviera Maya 5 2013 Quintana Roo, Messico Cemento $10,000 Singolare - Doppio                              | Daniela Schippers Franciasca Segarelli 7–5, 7–6(2)        | Constanza Gorches Jessica Hinojosa Gómez        | Denise Muresan Victoria Rodríguez            | Emma Flood Constanza Gorches Alejandra Cisneros Stefanie Stemmer               |
| 21 ottobre | Djursholm Ladies 2013 Stoccolma, Svezia Cemento (indoor) $10,000 Singolare - Doppio                                | Rebecca Peterson 7–6(2), 6–2                              | Tayisiya Morderger                              | Zuzana Luknárová Susanne Celik               | Hilda Melander Anna Danilina Cornelia Lister Estelle Guisard                   |
| 21 ottobre | Djursholm Ladies 2013 Stoccolma, Svezia Cemento (indoor) $10,000 Singolare - Doppio                                | Maria Mokh Eva Paalma 6–2, 6–2                            | Emma Ek Zuzana Luknárová                        | Zuzana Luknárová Susanne Celik               | Hilda Melander Anna Danilina Cornelia Lister Estelle Guisard                   |
| 21 ottobre | GD Tennis Academy 17 2013 Adalia, Turchia Terra rossa $10,000 Singolare - Doppio                                   | Anastasija Rudakova 6–1, 6–0                              | Ekaterine Gorgodze                              | Martina Kubičíková Pia König                 | Quirine Lemoine Marie Benoît Camille Cheli Jesika Malečková                    |
| 21 ottobre | GD Tennis Academy 17 2013 Adalia, Turchia Terra rossa $10,000 Singolare - Doppio                                   | Gabriela van de Graaf Quirine Lemoine 6–3, 0–6, [10–7]    | Marie Benoît Kimberley Zimmermann               | Martina Kubičíková Pia König                 | Quirine Lemoine Marie Benoît Camille Cheli Jesika Malečková                    |
| 28 ottobre | AEGON Pro Series Barnstaple 2013 Barnstaple, Gran Bretagna Cemento (indoor) $75,000 Singolare – Doppio             | Marta Sirotkina 6(5)–7, 6–3, 7–6(6)                       | Kristýna Plíšková                               | Annika Beck Johanna Konta                    | Naomi Broady Kateřina Siniaková Heather Watson Alison Riske                    |
| 28 ottobre | AEGON Pro Series Barnstaple 2013 Barnstaple, Gran Bretagna Cemento (indoor) $75,000 Singolare – Doppio             | Naomi Broady Kristýna Plíšková 6–3, 3–6, [10–5]           | Ioana Raluca Olaru Tamira Paszek                | Annika Beck Johanna Konta                    | Naomi Broady Kateřina Siniaková Heather Watson Alison Riske                    |
| 28 ottobre | Open GDF Suez Nantes Atlantique 2013 Nantes, Francia Cemento (indoor) $50,000+H Singolare – Doppio                 | Aljaksandra Sasnovič 4–6, 6–4, 6–2                        | Magda Linette                                   | Nadežda Kičenok Claire Feuerstein            | Amandine Hesse Lara Arruabarrena Kinnie Laisné Stéphanie Foretz Gacon          |
| 28 ottobre | Open GDF Suez Nantes Atlantique 2013 Nantes, Francia Cemento (indoor) $50,000+H Singolare – Doppio                 | Lucie Hradecká Michaëlla Krajicek 6–3, 6–2                | Stéphanie Foretz Gacon Eva Hrdinová             | Nadežda Kičenok Claire Feuerstein            | Amandine Hesse Lara Arruabarrena Kinnie Laisné Stéphanie Foretz Gacon          |
| 28 ottobre | Bendigo Women's International 2 2013 Bendigo, Australia Cemento $50,000 Singolare – Doppio                         | Casey Dellacqua 6–3, 6–1                                  | Tammi Patterson                                 | Irena Pavlović Olivia Rogowska               | Ema Mikulčić Sachie Ishizu Noppawan Lertcheewakarn Monique Adamczak            |
| 28 ottobre | Bendigo Women's International 2 2013 Bendigo, Australia Cemento $50,000 Singolare – Doppio                         | Monique Adamczak Olivia Rogowska 6–3, 2–6, [11–9]         | Stephanie Bengson Sally Peers                   | Irena Pavlović Olivia Rogowska               | Ema Mikulčić Sachie Ishizu Noppawan Lertcheewakarn Monique Adamczak            |
| 28 ottobre | Tevlin Women's Challenger 2013 Toronto, Canada Cemento (indoor) $50,000 Singolare – Doppio                         | Victoria Duval 7–5, rit.                                  | Tímea Babos                                     | Melanie Oudin Andrea Hlaváčková              | Ons Jabeur Jessica Pegula Alizé Lim Mandy Minella                              |
| 28 ottobre | Tevlin Women's Challenger 2013 Toronto, Canada Cemento (indoor) $50,000 Singolare – Doppio                         | Françoise Abanda Victoria Duval 7–6(5), 2–6, [11–9]       | Melanie Oudin Jessica Pegula                    | Melanie Oudin Andrea Hlaváčková              | Ons Jabeur Jessica Pegula Alizé Lim Mandy Minella                              |
| 28 ottobre | Caesar & Imperial Cup 2013 Taipei, Taiwan Cemento $50,000 Singolare – Doppio                                       | Paula Kania 6–1, 6–3                                      | Zarina Dijas                                    | Alison Van Uytvanck Gioia Barbieri           | Mari Tanaka Ekaterina Byčkova Chan Yung-jan Arantxa Rus                        |
| 28 ottobre | Caesar & Imperial Cup 2013 Taipei, Taiwan Cemento $50,000 Singolare – Doppio                                       | Lesley Kerkhove Arantxa Rus 6–4, 2–6, [14–12]             | Chen Yi Luksika Kumkhum                         | Alison Van Uytvanck Gioia Barbieri           | Mari Tanaka Ekaterina Byčkova Chan Yung-jan Arantxa Rus                        |
| 28 ottobre | John Newcombe Women's Pro Challenge 2013 New Braunfels, Stati uniti Cemento $50,000 Singolare – Doppio             | Anna Tatišvili 6–4, 6–4                                   | Elica Kostova                                   | Nicole Gibbs Danielle Lao                    | Louisa Chirico Maria Sanchez Sanaz Marand Madison Brengle                      |
| 28 ottobre | John Newcombe Women's Pro Challenge 2013 New Braunfels, Stati uniti Cemento $50,000 Singolare – Doppio             | Anna Tatišvili Coco Vandeweghe 3–6, 6–3, [13–11]          | Asia Muhammad Taylor Townsend                   | Nicole Gibbs Danielle Lao                    | Louisa Chirico Maria Sanchez Sanaz Marand Madison Brengle                      |
| 28 ottobre | Samsung Securities Cup 2013 Seul, Corea del sud Cemento $25,000 Singolare – Doppio                                 | Han Na-lae 6–4, 6–4                                       | Kim Da-hye                                      | Varvara Flink Lee So-ra                      | Lee Ye-ra Jang Su-jeong Lu Jiajing Nao Hibino                                  |
| 28 ottobre | Samsung Securities Cup 2013 Seul, Corea del sud Cemento $25,000 Singolare – Doppio                                 | Han Na-lae Yoo Mi 2–6, 6–3, [10–6]                        | Kim Sun-jung Yu Min-hwa                         | Varvara Flink Lee So-ra                      | Lee Ye-ra Jang Su-jeong Lu Jiajing Nao Hibino                                  |
| 28 ottobre | Republican Girls 2013 Istanbul, Turchia Cemento (indoor) $25,000 Singolare - Doppio                                | Ksenija Pervak 6–0, 7–5                                   | Anhelina Kalinina                               | Nigina Abduraimova Elizaveta Kuličkova       | Majja Kacitadze Kateryna Kozlova Michaela Hončová Tereza Smitková              |
| 28 ottobre | Republican Girls 2013 Istanbul, Turchia Cemento (indoor) $25,000 Singolare - Doppio                                | Çağla Büyükakçay Pemra Özgen 6–3, 6–2                     | Sofia Shapatava Anastasіja Vasyl'jeva           | Nigina Abduraimova Elizaveta Kuličkova       | Majja Kacitadze Kateryna Kozlova Michaela Hončová Tereza Smitková              |
| 28 ottobre | ITF Women's Circuit Caracas 2013 Caracas, Venezuela Cemento $25,000 Singolare - Doppio                             | Verónica Cepede Royg 6–2, 6–2                             | Laura Pigossi                                   | Montserrat González María Irigoyen           | Florencia Molinero Szabina Szlavikovics Catalina Pella Maria Fernanda Alves    |
| 28 ottobre | ITF Women's Circuit Caracas 2013 Caracas, Venezuela Cemento $25,000 Singolare - Doppio                             | Verónica Cepede Royg Adriana Pérez 6–3, 6–3               | Florencia Molinero Laura Pigossi                | Montserrat González María Irigoyen           | Florencia Molinero Szabina Szlavikovics Catalina Pella Maria Fernanda Alves    |
| 28 ottobre | AAT Women's Circuit Buenos Aires 2 2013 Buenos Aires, Argentina Terra rossa $10,000 Singolare - Doppio             | Carolina Zeballos 6–4, 6–3                                | Sofía Blanco                                    | Constanza Vega Sofía Luini                   | Carla Bruzzesi Avella Fernanda Brito Laura Cardone Ana Madcur                  |
| 28 ottobre | AAT Women's Circuit Buenos Aires 2 2013 Buenos Aires, Argentina Terra rossa $10,000 Singolare - Doppio             | Fernanda Brito Carolina de los Santos 7–6(3), 4–6, [10–6] | Ana Victoria Gobbi Monllau Constanza Vega       | Constanza Vega Sofía Luini                   | Carla Bruzzesi Avella Fernanda Brito Laura Cardone Ana Madcur                  |
| 28 ottobre | Melia Hotels Internationals 2013 Umago, Croazia Terra rossa $10,000 Singolare - Doppio                             | Barbora Krejčíková 6–1, 6–4                               | Ágnes Bukta                                     | Gabriela Pantůčková Milana Špremo            | Polona Reberšak Alice Balducci Nika Kovač Tereza Malíková                      |
| 28 ottobre | Melia Hotels Internationals 2013 Umago, Croazia Terra rossa $10,000 Singolare - Doppio                             | Vivien Juhászová Tereza Malíková 6–4, 7–6(5)              | Ágnes Bukta Barbora Krejčíková                  | Gabriela Pantůčková Milana Špremo            | Polona Reberšak Alice Balducci Nika Kovač Tereza Malíková                      |
| 28 ottobre | Jolie Ville Golf Women's 42 2013 Sharm el-Sheikh, Egitto Cemento $10,000 Singolare - Doppio                        | Sandra Zaniewska 6–4, 6–1                                 | Valeria Prosperi                                | Arabela Fernández Rabener Valeriya Strakhova | Giulia Bruzzone Janina Toljan Natalija Kostić Lena Lutzeier                    |
| 28 ottobre | Jolie Ville Golf Women's 42 2013 Sharm el-Sheikh, Egitto Cemento $10,000 Singolare - Doppio                        | Pauline Payet Valeria Prosperi 5–7, 6–4, [10–5]           | Giulia Bruzzone Shweta Rana                     | Arabela Fernández Rabener Valeriya Strakhova | Giulia Bruzzone Janina Toljan Natalija Kostić Lena Lutzeier                    |
| 28 ottobre | Heraklion Hellenic Zeus Circuit 8 2013 Heraklion, Grecia Sintetico $10,000 Singolare - Doppio                      | Laëtitia Sarrazin 7–5, 6–2                                | Natalia Siedliska                               | Julija Stamatova Veronika Kolářová           | Mandy Wagemaker Nikola Schweinerová Rosalie van der Hoek Luisa Marie Huber     |
| 28 ottobre | Heraklion Hellenic Zeus Circuit 8 2013 Heraklion, Grecia Sintetico $10,000 Singolare - Doppio                      | Veronika Kolářová Nikola Schweinerová 6–4, 6–2            | Luisa Marie Huber Carolin Schmidt               | Julija Stamatova Veronika Kolářová           | Mandy Wagemaker Nikola Schweinerová Rosalie van der Hoek Luisa Marie Huber     |
| 28 ottobre | Circuito Riviera Maya 6 2013 Quintana Roo, Messico Cemento $10,000 Singolare - Doppio                              | Victoria Rodríguez 6–2, 6–4                               | Lauren Albanese                                 | Constanza Gorches Matilda Hamlin             | Emma Flood Kate Turvy Stefanie Stemmer Jainy Scheepens                         |
| 28 ottobre | Circuito Riviera Maya 6 2013 Quintana Roo, Messico Cemento $10,000 Singolare - Doppio                              | Khristina Blajkevitch Brandy Mina 7–6(2), 6–2             | Carolina Betancourt Camila Fuentes              | Constanza Gorches Matilda Hamlin             | Emma Flood Kate Turvy Stefanie Stemmer Jainy Scheepens                         |
| 28 ottobre | Femenino Ciudad de Benicarló 2013 Benicarló, Spagna Terra rossa $10,000 Singolare - Doppio                         | Andrea Gámiz 6–2, 6–0                                     | Jade Suvrijn                                    | Paula Badosa Alexandra Nancarrow             | Aleksandra Zenovka Olga Sáez Larra Mayar Sherif Angela Leweurs                 |
| 28 ottobre | Femenino Ciudad de Benicarló 2013 Benicarló, Spagna Terra rossa $10,000 Singolare - Doppio                         | Tatiana Búa Lucía Cervera Vázquez 6–3, 6–0                | Sowjanya Bavisetti Zhu Aiwen                    | Paula Badosa Alexandra Nancarrow             | Aleksandra Zenovka Olga Sáez Larra Mayar Sherif Angela Leweurs                 |
| 28 ottobre | Stockholm Ladies 2013 Stoccolma, Svezia Cemento (indoor) $10,000 Singolare - Doppio                                | Rebecca Peterson 6(4)–7, 6–2, 6–4                         | Zuzana Luknárová                                | Susanne Celik Tess Sugnaux                   | Donika Bashota Clémence Fayol Eva Paalma Julia Wachaczyk                       |
| 28 ottobre | Stockholm Ladies 2013 Stoccolma, Svezia Cemento (indoor) $10,000 Singolare - Doppio                                | Donika Bashota Susanne Celik 6–1, 6–4                     | Emma Ek Zuzana Luknárová                        | Susanne Celik Tess Sugnaux                   | Donika Bashota Clémence Fayol Eva Paalma Julia Wachaczyk                       |
| 28 ottobre | GD Tennis Academy 18 2013 Adalia, Turchia Terra rossa $10,000 Singolare - Doppio                                   | Patricia Maria Țig 6–2, 4–2, rit.                         | Raluca Elena Platon                             | Marie Benoît Ekaterine Gorgodze              | Kimberley Zimmermann Pia König Jil Nora Engelmann Rita Atik                    |
| 28 ottobre | GD Tennis Academy 18 2013 Adalia, Turchia Terra rossa $10,000 Singolare - Doppio                                   | Diana Buzean Raluca Elena Platon 3–6, 6–3, [10–5]         | Ekaterine Gorgodze Pia König                    | Marie Benoît Ekaterine Gorgodze              | Kimberley Zimmermann Pia König Jil Nora Engelmann Rita Atik                    |

## Novembre
| Settimana   | Torneo | Vincitrici                                                                                        | Finaliste                                              | Semifinaliste                              | Eliminate ai quarti                                                                               |
| ----------- | --- | ------------------------------------------------------------------------------------------------- | ------------------------------------------------------ | ------------------------------------------ | ------------------------------------------------------------------------------------------------- |
| 4 novembre  | Kemer Cup 2013 Istanbul, Turchia Cemento (indoor) $50,000 Singolare – Doppio                                                   | Ksenija Pervak 6–4, 7–6(4)                                                                        | Eva Birnerová                                          | Tereza Smitková Kateryna Kozlova           | Aleksandra Panova Marta Sirotkina Jovana Jakšić Ana Vrljić                                        |
| 4 novembre  | Kemer Cup 2013 Istanbul, Turchia Cemento (indoor) $50,000 Singolare – Doppio                                                   | Nigina Abduraimova Maria Elena Camerin 6–3, 2–6, [10–8]                                           | Tadeja Majerič Andreea Mitu                            | Tereza Smitková Kateryna Kozlova           | Aleksandra Panova Marta Sirotkina Jovana Jakšić Ana Vrljić                                        |
| 4 novembre  | South Seas Island Resort Women's Pro Classic 2013 Captiva Island, Stati Uniti Cemento $50,000 Singolare – Doppio               | Mandy Minella 6–3, 6–3                                                                            | Gabriela Dabrowski                                     | Julia Cohen Allie Kiick                    | Nicole Gibbs Jessica Pegula Elica Kostova Julia Boserup                                           |
| 4 novembre  | South Seas Island Resort Women's Pro Classic 2013 Captiva Island, Stati Uniti Cemento $50,000 Singolare – Doppio               | Gabriela Dabrowski Allie Will 6–1, 6–2                                                            | Julia Boserup Alexandra Mueller                        | Julia Cohen Allie Kiick                    | Nicole Gibbs Jessica Pegula Elica Kostova Julia Boserup                                           |
| 4 novembre  | Open Feminin 50 2013 Équeurdreville, Francia Cemento (indoor) $25,000 Singolare - Doppio                                       | Amandine Hesse 7–6(5), 3–6, 6–4                                                                   | Timea Bacsinszky                                       | Irina Ramialison Diāna Marcinkēviča        | Anja Prislan Giulia Gatto-Monticone Michaela Hončová Kristina Barrois                             |
| 4 novembre  | Open Feminin 50 2013 Équeurdreville, Francia Cemento (indoor) $25,000 Singolare - Doppio                                       | Timea Bacsinszky Kristina Barrois 6–4, 6–3                                                        | Diāna Marcinkēviča Eva Wacanno                         | Irina Ramialison Diāna Marcinkēviča        | Anja Prislan Giulia Gatto-Monticone Michaela Hončová Kristina Barrois                             |
| 4 novembre  | Astana Womens 3 2013 Astana, Kazakistan Cemento (indoor) $25,000 Singolare - Doppio                                            | Nadežda Kičenok 6–3, 6–1                                                                          | Ilona Kramen'                                          | Sabina Sharipova Margarita Gasparjan       | Kamila Kerimbajeva Alena Tarasova Evgenija Paškova Kateřina Vaňková                               |
| 4 novembre  | Astana Womens 3 2013 Astana, Kazakistan Cemento (indoor) $25,000 Singolare - Doppio                                            | Ljudmyla Kičenok Nadežda Kičenok 6–1, 6–1                                                         | Aleksandra Artamonova Evgenija Paškova                 | Sabina Sharipova Margarita Gasparjan       | Kamila Kerimbajeva Alena Tarasova Evgenija Paškova Kateřina Vaňková                               |
| 4 novembre  | Chang ITF Thailand Pro Circuit Phuket 2 2013 Phuket, Thailandia Cemento (indoor) $15,000 Singolare - Doppio                    | Zhang Ling 6–2, 7–6(7)                                                                            | Nicha Lertpitaksinchai                                 | Lu Jiajing Isabella Holland                | Sofija Kovalec Choi Ji-hee Manon Arcangioli Patcharin Cheapchandej                                |
| 4 novembre  | Chang ITF Thailand Pro Circuit Phuket 2 2013 Phuket, Thailandia Cemento (indoor) $15,000 Singolare - Doppio                    | Lu Jiajing Lu Jiaxiang 6–4, 7–5                                                                   | Peangtarn Plipuech Varunya Wongteanchai                | Lu Jiajing Isabella Holland                | Sofija Kovalec Choi Ji-hee Manon Arcangioli Patcharin Cheapchandej                                |
| 4 novembre  | AAT Women's Circuit Buenos Aires 3 2013 Buenos Aires, Argentina Terra rossa $10,000 Singolare - Doppio                         | Vanesa Furlanetto 7–6(5), 3–6, 7–6(4)                                                             | Catalina Pella                                         | Julieta Lara Estable Sofía Blanco          | Sofía Luini Constanza Vega Fernanda Brito Guadalupe Moreno                                        |
| 4 novembre  | AAT Women's Circuit Buenos Aires 3 2013 Buenos Aires, Argentina Terra rossa $10,000 Singolare - Doppio                         | Sofía Luini Catalina Pella 6–4, 6–4                                                               | Fernanda Brito Carolina de los Santos                  | Julieta Lara Estable Sofía Blanco          | Sofía Luini Constanza Vega Fernanda Brito Guadalupe Moreno                                        |
| 4 novembre  | Circuito Feminino de Tenis do Estado de São Paulo 2013 São José do Rio Preto, Brasile Terra rossa $10,000 Singolare - Doppio   | Gabriela Cé 6–2, 4–6, 7–5                                                                         | Carolina Alves                                         | Nathalia Rossi Nathaly Kurata              | Eduarda Piai Suellen Abel Flávia Guimarães Bueno Ivone Álvaro                                     |
| 4 novembre  | Circuito Feminino de Tenis do Estado de São Paulo 2013 São José do Rio Preto, Brasile Terra rossa $10,000 Singolare - Doppio   | Gabriela Cé Nathalia Rossi 6–3, 6–4                                                               | Carolina Alves Juliana Rocha Cardoso                   | Nathalia Rossi Nathaly Kurata              | Eduarda Piai Suellen Abel Flávia Guimarães Bueno Ivone Álvaro                                     |
| 4 novembre  | Melia Hotels Internationals 2 2013 Umago, Croazia Terra rossa $10,000 Singolare - Doppio                                       | Ágnes Bukta 6–0, 6–1                                                                              | Adrijana Lekaj                                         | Vivien Juhászová Silvia Njirić             | Kristína Schmiedlová Polona Reberšak Al'ona Sotnikova Tereza Malíková                             |
| 4 novembre  | Melia Hotels Internationals 2 2013 Umago, Croazia Terra rossa $10,000 Singolare - Doppio                                       | Ágnes Bukta Vivien Juhászová 6–4, 6–0                                                             | Al'ona Sotnikova Giulia Sussarello                     | Vivien Juhászová Silvia Njirić             | Kristína Schmiedlová Polona Reberšak Al'ona Sotnikova Tereza Malíková                             |
| 4 novembre  | Jolie Ville Golf Women's 43 2013 Sharm el-Sheikh, Egitto Cemento $10,000 Singolare - Doppio                                    | Ivana Jorović 6–0, 6–2                                                                            | Janina Toljan                                          | Nina Stadler Elena-Teodora Cadar           | Nikola Horáková Giulia Bruzzone Hanna Landener Janneke Wikkerink                                  |
| 4 novembre  | Jolie Ville Golf Women's 43 2013 Sharm el-Sheikh, Egitto Cemento $10,000 Singolare - Doppio                                    | Natela Dzalamidze Chrystyna Kazimova 6–4, 6–3                                                     | Elena-Teodora Cadar Arabela Fernández Rabener          | Nina Stadler Elena-Teodora Cadar           | Nikola Horáková Giulia Bruzzone Hanna Landener Janneke Wikkerink                                  |
| 4 novembre  | Heraklion Hellenic Zeus Circuit 9 2013 Heraklion, Grecia Sintetico $10,000 Singolare - Doppio                                  | Natalia Siedliska 6–1, 6–4                                                                        | Vendula Žovincová                                      | Karin Kennel Luisa Marie Huber             | Steffi Distelmans Marina Lazić Ilka Csoregi Nadiya Kolb                                           |
| 4 novembre  | Heraklion Hellenic Zeus Circuit 9 2013 Heraklion, Grecia Sintetico $10,000 Singolare - Doppio                                  | Csilla Borsányi Ilka Csoregi 4–6, 6–3, [11–9]                                                     | Maryna Kolb Nadija Kolb                                | Karin Kennel Luisa Marie Huber             | Steffi Distelmans Marina Lazić Ilka Csoregi Nadiya Kolb                                           |
| 4 novembre  | Copa Regatas 2013 Lima, Peru Terra rossa $10,000 Singolare - Doppio                                                            | Ana Sofía Sánchez 6–3, 5–7, 6–4                                                                   | Franciasca Segarelli                                   | María Fernanda Herazo María Paulina Pérez  | Gabriela Ferreira Sanabria Macarena Olivares López Andrea Koch Benvenuto Sara Giménez             |
| 4 novembre  | Copa Regatas 2013 Lima, Peru Terra rossa $10,000 Singolare - Doppio                                                            | Aldana Ciccarelli Franciasca Segarelli 6–2, 4–6, [10–5]                                           | Daniela Farfán Katherine Miranda Chang                 | María Fernanda Herazo María Paulina Pérez  | Gabriela Ferreira Sanabria Macarena Olivares López Andrea Koch Benvenuto Sara Giménez             |
| 4 novembre  | Circuito WTA Costa Azahar Vinaròs 2013 Vinaròs, Spagna Terra rossa $10,000 Singolare - Doppio                                  | Olga Sáez Larra 4–6, 7–5, 6–4                                                                     | Mayar Sherif                                           | Andrea Gámiz Maria Sakkarī                 | Lucía Cervera Vázquez Paula Badosa Jade Suvrijn Ximena Hermoso                                    |
| 4 novembre  | Circuito WTA Costa Azahar Vinaròs 2013 Vinaròs, Spagna Terra rossa $10,000 Singolare - Doppio                                  | Tatiana Búa Lucía Cervera Vázquez 6–3, 6–2                                                        | Sowjanya Bavisetti Zhu Aiwen                           | Andrea Gámiz Maria Sakkarī                 | Lucía Cervera Vázquez Paula Badosa Jade Suvrijn Ximena Hermoso                                    |
| 4 novembre  | GD Tennis Academy 19 2013 Adalia, Turchia Terra rossa $10,000 Singolare - Doppio                                               | Patricia Maria Țig 6(5)–7, 6–2, 6–2                                                               | Martina Kubičíková                                     | Ana Bogdan Ekaterine Gorgodze              | Sofia Kvatsabaia Raluca Elena Platon Diana Buzean Lina Ǵorčeska                                   |
| 4 novembre  | GD Tennis Academy 19 2013 Adalia, Turchia Terra rossa $10,000 Singolare - Doppio                                               | Diana Buzean Raluca Elena Platon 7–5, 6–1                                                         | Lina Ǵorčeska Martina Kubičíková                       | Ana Bogdan Ekaterine Gorgodze              | Sofia Kvatsabaia Raluca Elena Platon Diana Buzean Lina Ǵorčeska                                   |
| 4 novembre  | AEGON Pro Series Loughborough 2 2013 Loughborough, Regno Unito Cemento (indoor) $10,000 Singolare - Doppio                     | Anna Smith 6–3, 7–5                                                                               | Klaartje Liebens                                       | Jasmine Amber Asghar Nikola Vajdová        | Lena-Marie Hofmann Camilla Rosatello Katy Dunne Freya Christie                                    |
| 4 novembre  | AEGON Pro Series Loughborough 2 2013 Loughborough, Regno Unito Cemento (indoor) $10,000 Singolare - Doppio                     | Jocelyn Rae Anna Smith 6–0, 4–6, [10–3]                                                           | Franciasca Palmigiano Camilla Rosatello                | Jasmine Amber Asghar Nikola Vajdová        | Lena-Marie Hofmann Camilla Rosatello Katy Dunne Freya Christie                                    |
| 11 novembre | Al Habtoor Tennis Challenge 2013 Dubai, Emirati Arabi Uniti Cemento $75,000 Singolare – Doppio                                 | Jana Čepelová 6–1, 6–2                                                                            | Maria Elena Camerin                                    | Ana Konjuh Patricia Mayr-Achleitner        | Anna-Lena Friedsam Ljudmyla Kičenok Julija Putinceva Tadeja Majerič                               |
| 11 novembre | Al Habtoor Tennis Challenge 2013 Dubai, Emirati Arabi Uniti Cemento $75,000 Singolare – Doppio                                 | Vitalija D'jačenko Ol'ha Savčuk 7–5, 6–1                                                          | Ljudmyla Kičenok Nadežda Kičenok                       | Ana Konjuh Patricia Mayr-Achleitner        | Anna-Lena Friedsam Ljudmyla Kičenok Julija Putinceva Tadeja Majerič                               |
| 11 novembre | Pavlov Cup 2013 Minsk, Bielorussia Cemento (indoor) $25,000 Singolare - Doppio                                                 | Margarita Gasparjan 6–4, 6–4                                                                      | Anastasіja Vasyl'jeva                                  | Jovana Jakšić Polina Vinogradova           | Aljaksandra Sasnovič Ilona Kramen' Sofia Shapatava Elizaveta Jančuk                               |
| 11 novembre | Pavlov Cup 2013 Minsk, Bielorussia Cemento (indoor) $25,000 Singolare - Doppio                                                 | Ilona Kramen' Aljaksandra Sasnovič 7–6(3), 6–0                                                    | Anna Danilina Ol'ga Dorošina                           | Jovana Jakšić Polina Vinogradova           | Aljaksandra Sasnovič Ilona Kramen' Sofia Shapatava Elizaveta Jančuk                               |
| 11 novembre | Hart Open 2013 Zawada, Polonia Sintetico (indoor) $25,000 Singolare - Doppio                                                   | Kateřina Siniaková 6–1, 6–3                                                                       | Nina Zander                                            | Diāna Marcinkēviča Kristina Barrois        | Petra Krejsová Magdalena Fręch Tereza Smitková Rebecca Šramková                                   |
| 11 novembre | Hart Open 2013 Zawada, Polonia Sintetico (indoor) $25,000 Singolare - Doppio                                                   | Nikola Fraňková Tereza Smitková 6–1, 2–6, [10–8]                                                  | Justyna Jegiołka Diāna Marcinkēviča                    | Diāna Marcinkēviča Kristina Barrois        | Petra Krejsová Magdalena Fręch Tereza Smitková Rebecca Šramková                                   |
| 11 novembre | CCI ITF Women's US $ 15,000 Tennis Tournament 2013 Mumbai, India Cemento $15,000 Singolare - Doppio                            | Prarthana Thombare 6–3, 6(10)–7, 6–4                                                              | Hsu Ching-wen                                          | Anamika Bhargava Prerna Bhambri            | Natasha Palha Rishika Sunkara Riya Bhatia Nidhi Chilumula                                         |
| 11 novembre | CCI ITF Women's US $ 15,000 Tennis Tournament 2013 Mumbai, India Cemento $15,000 Singolare - Doppio                            | Anamika Bhargava Emily Webley-Smith 6–4, 7–5                                                      | Hsu Ching-wen Eden Silva                               | Anamika Bhargava Prerna Bhambri            | Natasha Palha Rishika Sunkara Riya Bhatia Nidhi Chilumula                                         |
| 11 novembre | Chang ITF Thailand Pro Circuit Phuket 3 2013 Phuket, Thailandia Cemento (indoor) $15,000 Singolare - Doppio                    | Zhang Ling 0–6, 7–6(2), 6–3                                                                       | Lu Jiajing                                             | Kamonwan Buayam Nicha Lertpitaksinchai     | Hsu Wen-hsin Peangtarn Plipuech Nudnida Luangnam Zuzana Zlochová                                  |
| 11 novembre | Chang ITF Thailand Pro Circuit Phuket 3 2013 Phuket, Thailandia Cemento (indoor) $15,000 Singolare - Doppio                    | Nicha Lertpitaksinchai Peangtarn Plipuech 3–6, 6–2, [10–8]                                        | Lu Jiajing Lu Jiaxiang                                 | Kamonwan Buayam Nicha Lertpitaksinchai     | Hsu Wen-hsin Peangtarn Plipuech Nudnida Luangnam Zuzana Zlochová                                  |
| 11 novembre | Circuito Feminino de Tenis do Estado de São Paulo 2 2013 São José do Rio Preto, Brasile Terra rossa $10,000 Singolare - Doppio | Gabriela Cé 7–6(3), 6–3                                                                           | Nathalia Rossi                                         | Laura Pigossi Eduarda Piai                 | Ana-Paula Saviole Guadalupe Pérez Rojas Suellen Abel Nathaly Kurata                               |
| 11 novembre | Circuito Feminino de Tenis do Estado de São Paulo 2 2013 São José do Rio Preto, Brasile Terra rossa $10,000 Singolare - Doppio | Suellen Abel Eduarda Piai 6–3, 7–6(3)                                                             | Gabriela Cé Nathalia Rossi                             | Laura Pigossi Eduarda Piai                 | Ana-Paula Saviole Guadalupe Pérez Rojas Suellen Abel Nathaly Kurata                               |
| 11 novembre | Zlatni Rat Cup 2013 Vallo della Brazza, Croazia Terra rossa $10,000 Singolare - Doppio                                         | Ema Mikulčić 6–2, 6–3                                                                             | Gabriela Pantůčková                                    | Iva Mekovec Varvara Flink                  | Barbora Krejčíková Silvia Njirić Irina Maria Bara Milana Špremo                                   |
| 11 novembre | Zlatni Rat Cup 2013 Vallo della Brazza, Croazia Terra rossa $10,000 Singolare - Doppio                                         | Barbora Krejčíková Demi Schuurs 6–2, 6–4                                                          | Vivien Juhászová Tereza Malíková                       | Iva Mekovec Varvara Flink                  | Barbora Krejčíková Silvia Njirić Irina Maria Bara Milana Špremo                                   |
| 11 novembre | Jolie Ville Golf Women's 44 2013 Sharm el-Sheikh, Egitto Cemento $10,000 Singolare - Doppio                                    | Ivana Jorović 6–2, 6–4                                                                            | Arabela Fernández Rabener                              | Janina Toljan Nina Stadler                 | Ilze Hattingh Elena-Teodora Cadar Natela Dzalamidze Ljudmila Vasil'eva                            |
| 11 novembre | Jolie Ville Golf Women's 44 2013 Sharm el-Sheikh, Egitto Cemento $10,000 Singolare - Doppio                                    | Alona Fomina Christina Shakovets 7–5, 6–4                                                         | Giulia Bruzzone Pauline Payet                          | Janina Toljan Nina Stadler                 | Ilze Hattingh Elena-Teodora Cadar Natela Dzalamidze Ljudmila Vasil'eva                            |
| 11 novembre | Orto-Lääkärit Open 2013 Helsinki, Finlandia Cemento (indoor) $10,000 Singolare – Doppio                                        | Jeļena Ostapenko 7–5, 4–6, 7–5                                                                    | Susanne Celik                                          | Anna Smolina Quirine Lemoine               | Rosalie van der Hoek Eva Paalma Petra Piirtola Ella Leivo                                         |
| 11 novembre | Orto-Lääkärit Open 2013 Helsinki, Finlandia Cemento (indoor) $10,000 Singolare – Doppio                                        | Jeļena Ostapenko Eva Paalma 6–2, 5–7, [11–9]                                                      | Quirine Lemoine Martina Přádová                        | Anna Smolina Quirine Lemoine               | Rosalie van der Hoek Eva Paalma Petra Piirtola Ella Leivo                                         |
| 11 novembre | Heraklion Hellenic Zeus Circuit 10 2013 Heraklion, Grecia Sintetico $10,000 Singolare - Doppio                                 | Aminat Kušchova 6–2, 6–2                                                                          | Vendula Žovincová                                      | Lisa Sabino Csilla Borsányi                | Oleksandra Piskun Ilka Csoregi Laura Deigman Julija Stamatova                                     |
| 11 novembre | Heraklion Hellenic Zeus Circuit 10 2013 Heraklion, Grecia Sintetico $10,000 Singolare - Doppio                                 | Csilla Borsányi Ilka Csoregi 6–0, 6–1                                                             | Steffi Distelmans Nana Miyakawa                        | Lisa Sabino Csilla Borsányi                | Oleksandra Piskun Ilka Csoregi Laura Deigman Julija Stamatova                                     |
| 11 novembre | Astana Womens 4 2013 Astana, Kazakistan Cemento (indoor) $10,000 Singolare - Doppio                                            | Kamila Kerimbajeva 6–1, 6–3                                                                       | Albina Khabibulina                                     | Ksenia Palkina Alena Tarasova              | Anastasija Rudakova Chantal Škamlová Anastasija Sajtova Veronika Mirošničenko                     |
| 11 novembre | Astana Womens 4 2013 Astana, Kazakistan Cemento (indoor) $10,000 Singolare - Doppio                                            | Polina Monova Alena Tarasova 4–6, 6–1, [10–6]                                                     | Albina Khabibulina Ksenia Palkina                      | Ksenia Palkina Alena Tarasova              | Anastasija Rudakova Chantal Škamlová Anastasija Sajtova Veronika Mirošničenko                     |
| 11 novembre | ITF Women's Circuit Oujda 2013 Oujda, Marocco Terra rossa $10,000 Singolare - Doppio                                           | Jade Suvrijn 4–6, 6–4, 6–3                                                                        | Zarah Razafimahatratra                                 | Alexandra Nancarrow Alix Collombon         | Natasha Bredl Olga Parres Azcoitia Tina Schiechtl Michelle Werbrouck                              |
| 11 novembre | ITF Women's Circuit Oujda 2013 Oujda, Marocco Terra rossa $10,000 Singolare - Doppio                                           | Lina Qostal Zarah Razafimahatratra 6–3, 7–5                                                       | Alexandra Nancarrow Olga Parres Azcoitia               | Alexandra Nancarrow Alix Collombon         | Natasha Bredl Olga Parres Azcoitia Tina Schiechtl Michelle Werbrouck                              |
| 11 novembre | Copa Sporade 2013 Lima, Peru Terra rossa $10,000 Singolare - Doppio                                                            | Andrea Koch Benvenuto 7–5, 6(4)–7, 6–2                                                            | Patricia Kú Flores                                     | Ana Sofía Sánchez Daniela Farfán           | Katherine Miranda Chang María Paulina Pérez Mariana Demichelli Vergara Gabriela Ferreira Sanabria |
| 11 novembre | Copa Sporade 2013 Lima, Peru Terra rossa $10,000 Singolare - Doppio                                                            | Ana Sofía Sánchez Franciasca Segarelli 0–6, 6–4, [10–8]                                           | Daniela Farfán María Fernanda Herazo                   | Ana Sofía Sánchez Daniela Farfán           | Katherine Miranda Chang María Paulina Pérez Mariana Demichelli Vergara Gabriela Ferreira Sanabria |
| 11 novembre | Circuito WTA Costa Azahar Sant Jordi 2013 Sant Jordi, Spagna Cemento $10,000 Singolare - Doppio                                | Paula Badosa 7–5, 6–0                                                                             | Lucía Cervera Vázquez                                  | Nuria Párrizas Díaz Joséphine Boualem      | Josepha Adam Sowjanya Bavisetti Alba Carrillo Marín Charlotte Roemer                              |
| 11 novembre | Circuito WTA Costa Azahar Sant Jordi 2013 Sant Jordi, Spagna Cemento $10,000 Singolare - Doppio                                | Bárbara Luz Nuria Párrizas Díaz 7–5, 6–4                                                          | Sowjanya Bavisetti Lucía Cervera Vázquez               | Nuria Párrizas Díaz Joséphine Boualem      | Josepha Adam Sowjanya Bavisetti Alba Carrillo Marín Charlotte Roemer                              |
| 11 novembre | GD Tennis Academy 20 2013 Adalia, Turchia Terra rossa $10,000 Singolare - Doppio                                               | Ana Bogdan 7–6(5), 7–6(5)                                                                         | Ekaterine Gorgodze                                     | Lina Ǵorčeska Monique Zuur                 | Raluca Elena Platon Bianca Hîncu Yoshimi Kawasaki Sofia Kvatsabaia                                |
| 11 novembre | GD Tennis Academy 20 2013 Adalia, Turchia Terra rossa $10,000 Singolare - Doppio                                               | Lina Ǵorčeska Anastasia Vdovenco 6–3, 6–2                                                         | Diana Buzean Raluca Elena Platon                       | Lina Ǵorčeska Monique Zuur                 | Raluca Elena Platon Bianca Hîncu Yoshimi Kawasaki Sofia Kvatsabaia                                |
| 11 novembre | AEGON Pro Series Manchester 2013 Manchester, Gran Bretagna Cemento (indoor) $10,000 Singolare - Doppio                         | Klaartje Liebens 7–5, 6–1                                                                         | Natália Vajdová                                        | Carla Touly Julia Wachaczyk                | Michaela Frlicka Freya Christie Anna Smith Nora Niedmers                                          |
| 11 novembre | AEGON Pro Series Manchester 2013 Manchester, Gran Bretagna Cemento (indoor) $10,000 Singolare - Doppio                         | Jocelyn Rae Anna Smith 6–1, 6–4                                                                   | Eva Wacanno Julia Wachaczyk                            | Carla Touly Julia Wachaczyk                | Michaela Frlicka Freya Christie Anna Smith Nora Niedmers                                          |
| 18 novembre | Soho Square Ladies Tournament 2013 Sharm el-Sheikh, Egitto Terra rossa $75,000+H Singolare – Doppio                            | Viktorija Kan 6–4, 6–4                                                                            | Nastja Kolar                                           | Julija Kalabina Timea Bacsinszky           | Jovana Jakšić Julija Putinceva Kateřina Siniaková Kristina Barrois                                |
| 18 novembre | Soho Square Ladies Tournament 2013 Sharm el-Sheikh, Egitto Terra rossa $75,000+H Singolare – Doppio                            | Timea Bacsinszky Kristina Barrois 6(5)–7, 6–0, [10–4]                                             | Anna Morgina Kateřina Siniaková                        | Julija Kalabina Timea Bacsinszky           | Jovana Jakšić Julija Putinceva Kateřina Siniaková Kristina Barrois                                |
| 18 novembre | Toyota Challenger 2013 Toyota, Japan Sintetico (indoor) $75,000+H Singolare – Doppio                                           | Luksika Kumkhum 3–6, 6–1, 6–3                                                                     | Hiroko Kuwata                                          | Noppawan Lertcheewakarn Belinda Bencic     | Kurumi Nara Eri Hozumi Miharu Imanishi Misaki Doi                                                 |
| 18 novembre | Toyota Challenger 2013 Toyota, Japan Sintetico (indoor) $75,000+H Singolare – Doppio                                           | Shūko Aoyama Misaki Doi 7–6(1), 2–6, [11–9]                                                       | Eri Hozumi Makoto Ninomiya                             | Noppawan Lertcheewakarn Belinda Bencic     | Kurumi Nara Eri Hozumi Miharu Imanishi Misaki Doi                                                 |
| 18 novembre | UTF Cup 2013 Buča, Ucraina Sintetico (indoor) $25,000 Singolare - Doppio                                                       | Polina Vinogradova 4–6, 6–3, 6–4                                                                  | Anhelina Kalinina                                      | Justyna Jegiołka Sofia Shapatava           | Anastasіja Vasyl'jeva Kathinka von Deichmann Tetjana Arefyeva Tayisiya Morderger                  |
| 18 novembre | UTF Cup 2013 Buča, Ucraina Sintetico (indoor) $25,000 Singolare - Doppio                                                       | Sofia Shapatava Anastasіja Vasyl'jeva 7–6(4), 6–2                                                 | Anhelina Kalinina Elizaveta Kuličkova                  | Justyna Jegiołka Sofia Shapatava           | Anastasіja Vasyl'jeva Kathinka von Deichmann Tetjana Arefyeva Tayisiya Morderger                  |
| 18 novembre | Zlatni Rat Cup 2 2013 Vallo della Brazza, Croazia Terra rossa $10,000 Singolare                                                | Iva Mekovec 6(9)–7, 6–0, 6–3                                                                      | Milana Špremo                                          | Barbora Krejčíková Ema Mikulčić            | Natalija Šipek Tena Lukas Irina Maria Bara Polona Reberšak                                        |
| 18 novembre | Zlatni Rat Cup 2 2013 Vallo della Brazza, Croazia Terra rossa $10,000 Singolare                                                | I match di doppio non si sono disputati a causa delle forti piogge portate dal Ciclone Cleopatra. |                                                        | Barbora Krejčíková Ema Mikulčić            | Natalija Šipek Tena Lukas Irina Maria Bara Polona Reberšak                                        |
| 18 novembre | Jolie Ville Golf Women's 45 2013 Sharm el-Sheikh, Egitto Cemento $10,000 Singolare - Doppio                                    | Giulia Bruzzone 6–3, 1–6, 6–4                                                                     | Natela Dzalamidze                                      | Emily Webley-Smith Natasha Fourouclas      | Gabriela Horáčková Manisha Foster Elena-Teodora Cadar Katie Boulter                               |
| 18 novembre | Jolie Ville Golf Women's 45 2013 Sharm el-Sheikh, Egitto Cemento $10,000 Singolare - Doppio                                    | Katie Boulter Justine De Sutter 6–4, 7–6(6)                                                       | Natela Dzalamidze Julija Hnatejko                      | Emily Webley-Smith Natasha Fourouclas      | Gabriela Horáčková Manisha Foster Elena-Teodora Cadar Katie Boulter                               |
| 18 novembre | Astana Womens 5 2013 Astana, Kazakistan Cemento (indoor) $10,000 Singolare - Doppio                                            | Sabina Sharipova 7–5, 6–0                                                                         | Alena Tarasova                                         | Ivanka Karamalak Asiya Dair                | Sof'ja Salimova Alexandra Grinchishina Kamila Kerimbajeva Chantal Škamlová                        |
| 18 novembre | Astana Womens 5 2013 Astana, Kazakistan Cemento (indoor) $10,000 Singolare - Doppio                                            | Albina Khabibulina Chantal Škamlová 6–2, 6–3                                                      | Asiya Dair Ivanka Karamalak                            | Ivanka Karamalak Asiya Dair                | Sof'ja Salimova Alexandra Grinchishina Kamila Kerimbajeva Chantal Škamlová                        |
| 18 novembre | ITF Women's Circuit Fes 2013 Fès, Marocco Terra rossa $10,000 Singolare - Doppio                                               | Jade Suvrijn 6–4, 4–6, 6–0                                                                        | Pia König                                              | Zarah Razafimahatratra Alix Collombon      | Amandine Cazeaux Lesedi Sheya Jacobs Natasha Bredl Olga Parres Azcoitia                           |
| 18 novembre | ITF Women's Circuit Fes 2013 Fès, Marocco Terra rossa $10,000 Singolare - Doppio                                               | Alexandra Nancarrow Olga Parres Azcoitia 6–4, 6–4                                                 | Anna Maria Heil Pia König                              | Zarah Razafimahatratra Alix Collombon      | Amandine Cazeaux Lesedi Sheya Jacobs Natasha Bredl Olga Parres Azcoitia                           |
| 18 novembre | Circuito WTA Costa Azahar Castellon 2013 Castellón, Spagna Terra rossa $10,000 Singolare - Doppio                              | Lucía Cervera Vázquez 6–1, 6–0                                                                    | Olga Sáez Larra                                        | Julia Payola Anna Klasen                   | Ines Ibbou Alba Carrillo Marín Martina Colmegna Seone Mendez                                      |
| 18 novembre | Circuito WTA Costa Azahar Castellon 2013 Castellón, Spagna Terra rossa $10,000 Singolare - Doppio                              | Martina Colmegna Anna Klasen 6–1, 5–7, [10–5]                                                     | Lucía Cervera Vázquez Zhu Aiwen                        | Julia Payola Anna Klasen                   | Ines Ibbou Alba Carrillo Marín Martina Colmegna Seone Mendez                                      |
| 18 novembre | GD Tennis Academy 21 2013 Adalia, Turchia Terra rossa $10,000 Singolare - Doppio                                               | Ekaterine Gorgodze 4–6, 6–1, 6–4                                                                  | Diana Buzean                                           | Natalija Orlova Bianca Hîncu               | Viktória Kužmová Lina Ǵorčeska Violetta Degtiareva Anastasia Vdovenco                             |
| 18 novembre | GD Tennis Academy 21 2013 Adalia, Turchia Terra rossa $10,000 Singolare - Doppio                                               | Lina Ǵorčeska Anastasia Vdovenco 6–1, 2–6, [10–7]                                                 | Bianca Hîncu Kyoka Okamura                             | Natalija Orlova Bianca Hîncu               | Viktória Kužmová Lina Ǵorčeska Violetta Degtiareva Anastasia Vdovenco                             |
| 25 novembre | Internacional Femenil Monterrey 2013 Monterrey, Messico Cemento $25,000 Singolare - Doppio                                     | Adriana Pérez 4–6, 6–4, 6–3                                                                       | Indy de Vroome                                         | Allie Kiick Chieh-Yu Hsu                   | Françoise Abanda Mayo Hibi Florencia Molinero Naomi Ōsaka                                         |
| 25 novembre | Internacional Femenil Monterrey 2013 Monterrey, Messico Cemento $25,000 Singolare - Doppio                                     | Florencia Molinero Laura Pigossi 7–5, 7–5                                                         | Indy de Vroome Lenka Wienerová                         | Allie Kiick Chieh-Yu Hsu                   | Françoise Abanda Mayo Hibi Florencia Molinero Naomi Ōsaka                                         |
| 25 novembre | Circuito de Charme 2013 San Paolo, Brasile Terra rossa $10,000 Singolare - Doppio                                              | Gabriela Cé 7–6(5), 7–5                                                                           | Andrea Benítez                                         | Fernanda Brito Lee Pei-chi                 | Carla Lucero Eduarda Piai Guadalupe Pérez Rojas Nathalia Rossi                                    |
| 25 novembre | Circuito de Charme 2013 San Paolo, Brasile Terra rossa $10,000 Singolare - Doppio                                              | Nathaly Kurata Eduarda Piai 6–1, 1–6, [10–8]                                                      | Gabriela Cé Lee Pei-chi                                | Fernanda Brito Lee Pei-chi                 | Carla Lucero Eduarda Piai Guadalupe Pérez Rojas Nathalia Rossi                                    |
| 25 novembre | Torneo Club Mundial 2013 Santiago, Cile Terra rossa $10,000 Singolare - Doppio                                                 | Nadia Podoroska 6–2, 5–7, 3–5, rit.                                                               | Cecilia Costa Melgar                                   | Sofía Luini Macarena Olivares López        | Ana Madcur Ivania Martinich Camila Silva Guadalupe Moreno                                         |
| 25 novembre | Torneo Club Mundial 2013 Santiago, Cile Terra rossa $10,000 Singolare - Doppio                                                 | Sofía Luini Ana Madcur 6–4, 6(5)–7, [10–6]                                                        | Guadalupe Moreno Camila Silva                          | Sofía Luini Macarena Olivares López        | Ana Madcur Ivania Martinich Camila Silva Guadalupe Moreno                                         |
| 25 novembre | ITF Women's Circuit Bogotá 2 2013 Bogotá, Colombia Terra rossa $10,000 Singolare - Doppio                                      | Andrea Koch Benvenuto 6–1, 6–1                                                                    | Naomi Totka                                            | María Fernanda Herazo Laura Arciniegas     | Marina Danzini Jasmin Jebawy Maria Paula Medina Blanco Lara Rafful                                |
| 25 novembre | ITF Women's Circuit Bogotá 2 2013 Bogotá, Colombia Terra rossa $10,000 Singolare - Doppio                                      | Andrea Koch Benvenuto Daniella Roldan 6–1, 6–4                                                    | María Fernanda Herazo Naomi Totka                      | María Fernanda Herazo Laura Arciniegas     | Marina Danzini Jasmin Jebawy Maria Paula Medina Blanco Lara Rafful                                |
| 25 novembre | Zlatni Rat Cup 3 2013 Vallo della Brazza, Croazia Terra rossa $10,000 Singolare - Doppio                                       | Barbora Krejčíková 3–6, 6–0, 6–3                                                                  | Ema Mikulčić                                           | Gabriela Pantůčková Milana Špremo          | Petra Granić Polona Reberšak Tena Lukas Iva Mekovec                                               |
| 25 novembre | Zlatni Rat Cup 3 2013 Vallo della Brazza, Croazia Terra rossa $10,000 Singolare - Doppio                                       | Barbora Krejčíková Ana Bianca Mihăilă 6–2, 6–2                                                    | Bojana Marinković Natalija Šipek                       | Gabriela Pantůčková Milana Špremo          | Petra Granić Polona Reberšak Tena Lukas Iva Mekovec                                               |
| 25 novembre | Jolie Ville Golf Women's 46 2013 Sharm el-Sheikh, Egitto Cemento $10,000 Singolare - Doppio                                    | Iryna Šymanovič 6–4, 6–3                                                                          | Emily Webley-Smith                                     | Arabela Fernández Rabener Emmanuelle Salas | Shiho Hisamatsu Madrie Le Roux Elena-Teodora Cadar Manisha Foster                                 |
| 25 novembre | Jolie Ville Golf Women's 46 2013 Sharm el-Sheikh, Egitto Cemento $10,000 Singolare - Doppio                                    | Arabela Fernández Rabener Ljudmila Vasil'eva 6–0, 6–2                                             | Ilze Hattingh Madrie Le Roux                           | Arabela Fernández Rabener Emmanuelle Salas | Shiho Hisamatsu Madrie Le Roux Elena-Teodora Cadar Manisha Foster                                 |
| 25 novembre | Rethymno Women's Futures 2013 Rethymno, Grecia Cemento $10,000 Singolare - Doppio                                              | Katy Dunne 6–3, 6–4                                                                               | Lisanne van Riet                                       | Margarita Lazarëva Julija Stamatova        | Anastasia Rentouli Sonja Larsen Lee Or Raluca Georgiana Șerban                                    |
| 25 novembre | Rethymno Women's Futures 2013 Rethymno, Grecia Cemento $10,000 Singolare - Doppio                                              | Sarah Beth Askew Katy Dunne 2–6, 6–4, [10–5]                                                      | Margarita Lazarëva Lisanne van Riet                    | Margarita Lazarëva Julija Stamatova        | Anastasia Rentouli Sonja Larsen Lee Or Raluca Georgiana Șerban                                    |
| 25 novembre | ITF Women's Circuit Fes 2 2013 Fes, Marocco Terra rossa $10,000 Singolare - Doppio                                             | Jade Suvrijn 7–5, 6–0                                                                             | Zarah Razafimahatratra                                 | Pia König Alix Collombon                   | Amandine Cazeaux Marine Partaud Rita Atik Alexandra Nancarrow                                     |
| 25 novembre | ITF Women's Circuit Fes 2 2013 Fes, Marocco Terra rossa $10,000 Singolare - Doppio                                             | Alexandra Nancarrow Olga Parres Azcoitia 7–6(2), 6–3                                              | Nadia Lalami Charlotte Roemer                          | Pia König Alix Collombon                   | Amandine Cazeaux Marine Partaud Rita Atik Alexandra Nancarrow                                     |
| 25 novembre | Circuito WTA Costa Azahar Nules 2013 Nules, Spagna Terra rossa $10,000 Singolare - Doppio                                      | Olga Sáez Larra 6–3, 6–2                                                                          | Lisa Sabino                                            | Maria Sakkarī Lucía Cervera Vázquez        | Anna Remondina Ines Ibbou María del Rosario Cañero Pérez Ariadna Martí Riembau                    |
| 25 novembre | Circuito WTA Costa Azahar Nules 2013 Nules, Spagna Terra rossa $10,000 Singolare - Doppio                                      | Noelia Bouzo Zanotti Ines Ibbou 7–5, 6–4                                                          | María del Rosario Cañero Pérez María José Luque Moreno | Maria Sakkarī Lucía Cervera Vázquez        | Anna Remondina Ines Ibbou María del Rosario Cañero Pérez Ariadna Martí Riembau                    |
| 25 novembre | GD Tennis Academy 22 2013 Adalia, Turchia Terra rossa $10,000 Singolare - Doppio                                               | Al'ona Sotnikova 6–0, 7–6(2)                                                                      | Anastasia Vdovenco                                     | Karin Morgošová Anita Husarić              | Kimberley Zimmermann Natalija Orlova Sarah Finck Dar'ja Kasatkina                                 |
| 25 novembre | GD Tennis Academy 22 2013 Adalia, Turchia Terra rossa $10,000 Singolare - Doppio                                               | Natalija Kostić Karin Morgošová 7–6(2), 6–4                                                       | Anita Husarić Kimberley Zimmermann                     | Karin Morgošová Anita Husarić              | Kimberley Zimmermann Natalija Orlova Sarah Finck Dar'ja Kasatkina                                 |

## Dicembre
| Settimana   | Torneo | Vincitrici                                                | Finaliste                             | Semifinaliste                             | Eliminate ai quarti                                                         |
| ----------- | --- | --------------------------------------------------------- | ------------------------------------- | ----------------------------------------- | --------------------------------------------------------------------------- |
| 2 dicembre  | LIC ITF Women's Tennis Championships 2013 Pune, India Cemento $25,000 Singolare - Doppio                                     | Magda Linette 7–5, 7–6(5)                                 | Kamila Kerimbajeva                    | Diāna Marcinkēviča Gioia Barbieri         | Rika Fujiwara Nungnadda Wannasuk Keren Shlomo Prerna Bhambri                |
| 2 dicembre  | LIC ITF Women's Tennis Championships 2013 Pune, India Cemento $25,000 Singolare - Doppio                                     | Nicha Lertpitaksinchai Peangtarn Plipuech 7–5, 7–5        | Jocelyn Rae Anna Smith                | Diāna Marcinkēviča Gioia Barbieri         | Rika Fujiwara Nungnadda Wannasuk Keren Shlomo Prerna Bhambri                |
| 2 dicembre  | Circuito Femenil Mérida 2013 Mérida, Messico Cemento $25,000 Singolare - Doppio                                              | Rebecca Peterson 7–5, 4–6, 6–3                            | Indy de Vroome                        | Nuria Párrizas Díaz Heidi El Tabakh       | Françoise Abanda Florencia Molinero Petra Uberalová María Irigoyen          |
| 2 dicembre  | Circuito Femenil Mérida 2013 Mérida, Messico Cemento $25,000 Singolare - Doppio                                              | Chieh-Yu Hsu María Irigoyen 6–4, 5–7, [10–6]              | Hilda Melander Rebecca Peterson       | Nuria Párrizas Díaz Heidi El Tabakh       | Françoise Abanda Florencia Molinero Petra Uberalová María Irigoyen          |
| 2 dicembre  | Vitality Trophy 2013 Vendryně, Repubblica Ceca Cemento indoor $15,000 Singolare - Doppio                                     | Ekaterina Aleksandrova 5–7, 7–6(0), 6–1                   | Kateřina Vaňková                      | Lara Michel Ol'ga Dorošina                | Barbora Štefková Petra Rohanová Sandra Zaniewska Pernilla Mendesová         |
| 2 dicembre  | Vitality Trophy 2013 Vendryně, Repubblica Ceca Cemento indoor $15,000 Singolare - Doppio                                     | Martina Kubičíková Tereza Malíková 7–6(2), 6(5)–7, [10–7] | Pernilla Mendesová Karolína Vlachová  | Lara Michel Ol'ga Dorošina                | Barbora Štefková Petra Rohanová Sandra Zaniewska Pernilla Mendesová         |
| 2 dicembre  | Circuito Feminino de Tenis do Estado de São Paulo 3 2013 São José dos Campos, Brasile Terra rossa $10,000 Singolare - Doppio | Catalina Pella 6–3, 6–4                                   | Ulrikke Eikeri                        | Ana Clara Duarte Gabriela Cé              | Guadalupe Pérez Rojas Nathalia Rossi Lee Pei-chi Sofía Blanco               |
| 2 dicembre  | Circuito Feminino de Tenis do Estado de São Paulo 3 2013 São José dos Campos, Brasile Terra rossa $10,000 Singolare - Doppio | Eduarda Piai Nadia Podoroska 7–6(4), 7–5                  | Fernanda Brito Stephanie Mariel Petit | Ana Clara Duarte Gabriela Cé              | Guadalupe Pérez Rojas Nathalia Rossi Lee Pei-chi Sofía Blanco               |
| 2 dicembre  | ITF Women's Circuit Barranquilla 2013 Barranquilla, Colombia Terra rossa $10,000 Singolare - Doppio                          | María Fernanda Herazo 6–4, 6–2                            | Andrea Koch Benvenuto                 | María Paulina Pérez Ryann Foster          | Steffi Carruthers Paula Andrea Pérez María Gómez Saldarriaga Naomi Totka    |
| 2 dicembre  | ITF Women's Circuit Barranquilla 2013 Barranquilla, Colombia Terra rossa $10,000 Singolare - Doppio                          | María Paulina Pérez Paula Andrea Pérez 6–1, 6–4           | Andrea Koch Benvenuto Daniella Roldan | María Paulina Pérez Ryann Foster          | Steffi Carruthers Paula Andrea Pérez María Gómez Saldarriaga Naomi Totka    |
| 2 dicembre  | ITF Djibouti Open 2013 Gibuti, Djibouti Cemento $10,000 Singolare - Doppio                                                   | Barbara Haas 6–4, 6–3                                     | Lee Hua-chen                          | Jana Sizikova Margarita Lazarëva          | Evgenija Svincova Wang Xiyao Shweta Rana Arantxa Andrady                    |
| 2 dicembre  | ITF Djibouti Open 2013 Gibuti, Djibouti Cemento $10,000 Singolare - Doppio                                                   | Lee Hua-chen Jana Sizikova 6–3, 6–3                       | Shweta Rana Wang Xiyao                | Jana Sizikova Margarita Lazarëva          | Evgenija Svincova Wang Xiyao Shweta Rana Arantxa Andrady                    |
| 2 dicembre  | Jolie Ville Golf Women's 47 2013 Sharm el-Sheikh, Egitto Cemento $10,000 Singolare - Doppio                                  | Elena-Teodora Cadar 6–4, 4–6, 6–3                         | Iryna Šymanovič                       | Madrie Le Roux Katy Dunne                 | Arabela Fernández Rabener Aminat Kušchova Klaartje Liebens Ilze Hattingh    |
| 2 dicembre  | Jolie Ville Golf Women's 47 2013 Sharm el-Sheikh, Egitto Cemento $10,000 Singolare - Doppio                                  | Harriet Dart Katy Dunne 0–6, 6–4, [10–4]                  | Csilla Borsányi Aminat Kušchova       | Madrie Le Roux Katy Dunne                 | Arabela Fernández Rabener Aminat Kušchova Klaartje Liebens Ilze Hattingh    |
| 2 dicembre  | Chevalier Hong Kong ITF Women's Circuit Series 2013 Hong Kong Cemento $10,000 Singolare - Doppio                             | Zhao Di 6–0, 4–6, 7–6(8)                                  | Lu Jiajing                            | Xu Shilin Wu Ho-ching                     | Lee Hye-min Cai Xiwei Kim Da-hye Ellen Perez                                |
| 2 dicembre  | Chevalier Hong Kong ITF Women's Circuit Series 2013 Hong Kong Cemento $10,000 Singolare - Doppio                             | Hong Shu-ying Lee Hye-min 6–1, 7–6(2)                     | Hsieh Shu-ying Yang Chia-hsien        | Xu Shilin Wu Ho-ching                     | Lee Hye-min Cai Xiwei Kim Da-hye Ellen Perez                                |
| 2 dicembre  | Torneo Internazionale Femminile Sanprimo 2013 Duino-Aurisina, Italia Terra rossa indoor $10,000 Singolare - Doppio           | Anastasia Grymalska 6–3, 6–4                              | Margalita Chakhnašvili                | Alice Matteucci Vanda Lukács              | Cristiana Ferrando Claudia Giovine Federica di Sarra Yuliana Lizarazo       |
| 2 dicembre  | Torneo Internazionale Femminile Sanprimo 2013 Duino-Aurisina, Italia Terra rossa indoor $10,000 Singolare - Doppio           | Claudia Giovine Alice Matteucci 7–6(4), 6–1               | Anastasia Grymalska Yuliana Lizarazo  | Alice Matteucci Vanda Lukács              | Cristiana Ferrando Claudia Giovine Federica di Sarra Yuliana Lizarazo       |
| 2 dicembre  | Circuito WTA Costa Azahar Borriol 2013 Borriol, Spagna Terra rossa $10,000 Singolare - Doppio                                | Marija Marfutina 1–6, 7–5, 6–3                            | Léolia Jeanjean                       | Ariadna Martí Riembau Alexandra Nancarrow | Mandy Wagemaker Marine Partaud Lisa Sabino Maria Sakkarī                    |
| 2 dicembre  | Circuito WTA Costa Azahar Borriol 2013 Borriol, Spagna Terra rossa $10,000 Singolare - Doppio                                | Léolia Jeanjean Marine Partaud 4–6, 6–1, [10–3]           | Tina Tehrani Mandy Wagemaker          | Ariadna Martí Riembau Alexandra Nancarrow | Mandy Wagemaker Marine Partaud Lisa Sabino Maria Sakkarī                    |
| 2 dicembre  | GD Tennis Academy 23 2013 Adalia, Turchia Terra rossa $10,000 Singolare - Doppio                                             | Natela Dzalamidze 2–6, 7–6(5), 6–3                        | Al'ona Sotnikova                      | Karin Kennel Gabriela van de Graaf        | Natasha Fourouclas Anita Husarić Dajana Đukić Lisa Matviyenko               |
| 2 dicembre  | GD Tennis Academy 23 2013 Adalia, Turchia Terra rossa $10,000 Singolare - Doppio                                             | Natela Dzalamidze Chrystyna Kazimova 6–1, 6–0             | Gabriela van de Graaf Nikola Horáková | Karin Kennel Gabriela van de Graaf        | Natasha Fourouclas Anita Husarić Dajana Đukić Lisa Matviyenko               |
| 9 dicembre  | Copa 350 Anos Correios 2013 Mata de São João, Brasile Terra rossa $25,000 Singolare - Doppio                                 | Montserrat González 6–3, 6–1                              | Catalina Pella                        | Teliana Pereira Gabriela Cé               | Eduarda Piai Bárbara Luz Laura Pigossi Paula Cristina Gonçalves             |
| 9 dicembre  | Copa 350 Anos Correios 2013 Mata de São João, Brasile Terra rossa $25,000 Singolare - Doppio                                 | Paula Cristina Gonçalves Laura Pigossi 6–2, 6–2           | Montserrat González Carolina Zeballos | Teliana Pereira Gabriela Cé               | Eduarda Piai Bárbara Luz Laura Pigossi Paula Cristina Gonçalves             |
| 9 dicembre  | Copa Providencia BCI 2013 Santiago, Cile Terra rossa $25,000 Singolare - Doppio                                              | Verónica Cepede Royg 6–3, 6–4                             | María Irigoyen                        | Ulrikke Eikeri Daniela Seguel             | Andrea Koch Benvenuto Cindy Burger Cecilia Costa Melgar Ana Sofía Sánchez   |
| 9 dicembre  | Copa Providencia BCI 2013 Santiago, Cile Terra rossa $25,000 Singolare - Doppio                                              | Verónica Cepede Royg María Irigoyen 2–6, 6–4, [10–5]      | Cecilia Costa Melgar Daniela Seguel   | Ulrikke Eikeri Daniela Seguel             | Andrea Koch Benvenuto Cindy Burger Cecilia Costa Melgar Ana Sofía Sánchez   |
| 9 dicembre  | Ganesh Naik ITF Women's Tennis Tournament 2013 Navi Mumbai, India Cemento $25,000 Singolare - Doppio                         | Rika Fujiwara 2–6, 7–6(5), 7–6(4)                         | Magda Linette                         | Kamila Kerimbajeva Anna Smith             | Tang Haochen Oksana Kalašnikova Ani Amiraghyan Peangtarn Plipuech           |
| 9 dicembre  | Ganesh Naik ITF Women's Tennis Tournament 2013 Navi Mumbai, India Cemento $25,000 Singolare - Doppio                         | Jocelyn Rae Anna Smith 6–4, 7–6(5)                        | Oksana Kalašnikova Diāna Marcinkēviča | Kamila Kerimbajeva Anna Smith             | Tang Haochen Oksana Kalašnikova Ani Amiraghyan Peangtarn Plipuech           |
| 9 dicembre  | Circuito Femenil Mérida 2 2013 Mérida, Messico Cemento $25,000 Singolare - Doppio                                            | Rebecca Peterson 6–4, 6–0                                 | Adriana Pérez                         | Hilda Melander Heidi El Tabakh            | Marie-Alexandre Leduc Tori Kinard Vanesa Furlanetto Marina Mel'nikova       |
| 9 dicembre  | Circuito Femenil Mérida 2 2013 Mérida, Messico Cemento $25,000 Singolare - Doppio                                            | Vanesa Furlanetto Florencia Molinero 2–6, 7–6(8), [10–7]  | Laura-Ioana Andrei Marina Mel'nikova  | Hilda Melander Heidi El Tabakh            | Marie-Alexandre Leduc Tori Kinard Vanesa Furlanetto Marina Mel'nikova       |
| 9 dicembre  | Torneo Internacional Femenino Villa de Madrid 2013 Madrid, Spagna Cemento $25,000 Singolare - Doppio                         | Amandine Hesse 4–6, 6–0, 6–2                              | Eva Birnerová                         | Irina Ramialison Sandra Zaniewska         | Naomi Broady Sara Sorribes Tormo Paula Badosa Elica Kostova                 |
| 9 dicembre  | Torneo Internacional Femenino Villa de Madrid 2013 Madrid, Spagna Cemento $25,000 Singolare - Doppio                         | Demi Schuurs Eva Wacanno 6–1, 6–2                         | Elica Kostova Evgenija Rodina         | Irina Ramialison Sandra Zaniewska         | Naomi Broady Sara Sorribes Tormo Paula Badosa Elica Kostova                 |
| 9 dicembre  | ITF Djibouti Open 2 2013 Gibuti, Djibouti Cemento $10,000 Singolare - Doppio                                                 | Barbara Haas 6–3, 6–3                                     | Lee Hua-chen                          | Shweta Rana Evgenija Svincova             | Jana Sizikova Alexandra Riley Shivika Burman Margarita Lazarëva             |
| 9 dicembre  | ITF Djibouti Open 2 2013 Gibuti, Djibouti Cemento $10,000 Singolare - Doppio                                                 | Lee Hua-chen Jana Sizikova 4–6, 6–3, [10–4]               | Margarita Lazarëva Kateryna Sljusar'  | Shweta Rana Evgenija Svincova             | Jana Sizikova Alexandra Riley Shivika Burman Margarita Lazarëva             |
| 9 dicembre  | Jolie Ville Golf Women's 48 2013 Sharm el-Sheikh, Egitto Cemento $10,000 Singolare - Doppio                                  | Katy Dunne 6–3, 6–0                                       | Klaartje Liebens                      | Tessah Andrianjafitrimo Harriet Dart      | Nina Stojanović Aminat Kušchova Ljudmila Vasil'eva Margot Yerolymos         |
| 9 dicembre  | Jolie Ville Golf Women's 48 2013 Sharm el-Sheikh, Egitto Cemento $10,000 Singolare - Doppio                                  | Kim Hae-sung Kim Ju-eun 7–6(6), 6–4                       | Harriet Dart Katy Dunne               | Tessah Andrianjafitrimo Harriet Dart      | Nina Stojanović Aminat Kušchova Ljudmila Vasil'eva Margot Yerolymos         |
| 9 dicembre  | Chevalier Hong Kong ITF Women's Circuit Series 2 2013 Hong Kong Cemento $10,000 Singolare - Doppio                           | Xu Shilin 6–0, 6–3                                        | Zhao Di                               | Akari Inoue Lee Ya-hsuan                  | Lu Jiajing Laëtitia Sarrazin Yuka Higuchi Choi Ji-hee                       |
| 9 dicembre  | Chevalier Hong Kong ITF Women's Circuit Series 2 2013 Hong Kong Cemento $10,000 Singolare - Doppio                           | Abbie Myers Ellen Perez 4–6, 6–3, [10–8]                  | Chuang Chia-jung Lee Ya-hsuan         | Akari Inoue Lee Ya-hsuan                  | Lu Jiajing Laëtitia Sarrazin Yuka Higuchi Choi Ji-hee                       |
| 9 dicembre  | GD Tennis Academy 24 2013 Adalia, Turchia Terra rossa $10,000 Singolare - Doppio                                             | Irina Maria Bara 6–4, 6–1                                 | Hikari Yamamoto                       | Patricia Maria Țig Conny Perrin           | Chantal Škamlová Raluca Elena Platon Natela Dzalamidze Ioana Loredana Roșca |
| 9 dicembre  | GD Tennis Academy 24 2013 Adalia, Turchia Terra rossa $10,000 Singolare - Doppio                                             | Diana Buzean Raluca Elena Platon 7–5, 6–1                 | Michika Ozeki Hikari Yamamoto         | Patricia Maria Țig Conny Perrin           | Chantal Škamlová Raluca Elena Platon Natela Dzalamidze Ioana Loredana Roșca |
| 16 dicembre | Ankara Cup 2013 Ankara, Turchia Cemento indoor $50,000 Singolare - Doppio                                                    | Vitalija D'jačenko 6(3)–7, 6–4, 6–4                       | Marta Sirotkina                       | Magda Linette Naomi Broady                | Amandine Hesse Tara Moore Danka Kovinić Çağla Büyükakçay                    |
| 16 dicembre | Ankara Cup 2013 Ankara, Turchia Cemento indoor $50,000 Singolare - Doppio                                                    | Julija Bejhel'zymer Çağla Büyükakçay 6–3, 6–3             | Eléni Daniilídou Aleksandra Krunić    | Magda Linette Naomi Broady                | Amandine Hesse Tara Moore Danka Kovinić Çağla Büyükakçay                    |
| 16 dicembre | Mundial de Tenis Feminino da Riviera 2013 Bertioga, Brasile Cemento $25,000 Singolare - Doppio                               | Ulrikke Eikeri 6–4, 2–6, 6–4                              | Cindy Burger                          | Laura Pigossi Verónica Cepede Royg        | María Irigoyen Bárbara Luz Catalina Pella Montserrat González               |
| 16 dicembre | Mundial de Tenis Feminino da Riviera 2013 Bertioga, Brasile Cemento $25,000 Singolare - Doppio                               | Paula Cristina Gonçalves Laura Pigossi 2–6, 6–4, [10–7]   | Verónica Cepede Royg María Irigoyen   | Laura Pigossi Verónica Cepede Royg        | María Irigoyen Bárbara Luz Catalina Pella Montserrat González               |
| 16 dicembre | Circuito Femenil Mérida 3 2013 Mérida, Messico Cemento $25,000 Singolare - Doppio                                            | Allie Kiick 3–6, 7–5, 6–0                                 | Ajla Tomljanović                      | Rebecca Peterson Hilda Melander           | Dia Evtimova Heidi El Tabakh Julia Boserup Jillian O'Neill                  |
| 16 dicembre | Circuito Femenil Mérida 3 2013 Mérida, Messico Cemento $25,000 Singolare - Doppio                                            | Barbara Bonić Hilda Melander 6–3, 7–5                     | Dia Evtimova Chieh-Yu Hsu             | Rebecca Peterson Hilda Melander           | Dia Evtimova Heidi El Tabakh Julia Boserup Jillian O'Neill                  |
| 16 dicembre | Chevalier Hong Kong ITF Women's Circuit Series 3 2013 Hong Kong Cemento $10,000 Singolare - Doppio                           | Xu Shilin 6–1, 6–4                                        | Tang Haochen                          | Lee Hye-min Han Xinyun                    | Lu Jiajing Lee Ya-hsuan Han Sung-hee Kang Seo-kyung                         |
| 16 dicembre | Chevalier Hong Kong ITF Women's Circuit Series 3 2013 Hong Kong Cemento $10,000 Singolare - Doppio                           | Choi Ji-hee Akari Inoue 4–6, 6–1, [10–7]                  | Hong Seong-yeon Kang Seo-kyung        | Lee Hye-min Han Xinyun                    | Lu Jiajing Lee Ya-hsuan Han Sung-hee Kang Seo-kyung                         |
| 16 dicembre | GD Tennis Academy 25 2013 Adalia, Turchia Terra rossa $10,000 Singolare - Doppio                                             | Patricia Maria Țig 6–2, 7–5                               | Conny Perrin                          | Irina Maria Bara Raluca Elena Platon      | Olga Brózda Diana Buzean Alessia Piran Martina Colmegna                     |
| 16 dicembre | GD Tennis Academy 25 2013 Adalia, Turchia Terra rossa $10,000 Singolare - Doppio                                             | Irina Maria Bara Conny Perrin 6–3, 6–1                    | Gabriela Talabă Patricia Maria Țig    | Irina Maria Bara Raluca Elena Platon      | Olga Brózda Diana Buzean Alessia Piran Martina Colmegna                     |
| 23 dicembre | Tac Spor Cup 2013 Istanbul, Turchia Cemento indoor $10,000 Singolare - Doppio                                                | Elise Mertens 7–5, 4–6, 6–4                               | Karen Barbat                          | Ol'ha Jančuk Ol'ga Dorošina               | Ivanka Karamalak Christina Shakovets Yuuki Tanaka Lіdzіja Marozava          |
| 23 dicembre | Tac Spor Cup 2013 Istanbul, Turchia Cemento indoor $10,000 Singolare - Doppio                                                | Elise Mertens İpek Soylu 6–0, 7–6(3)                      | Yuuki Tanaka Ekaterina Jašina         | Ol'ha Jančuk Ol'ga Dorošina               | Ivanka Karamalak Christina Shakovets Yuuki Tanaka Lіdzіja Marozava          |